# Tropen

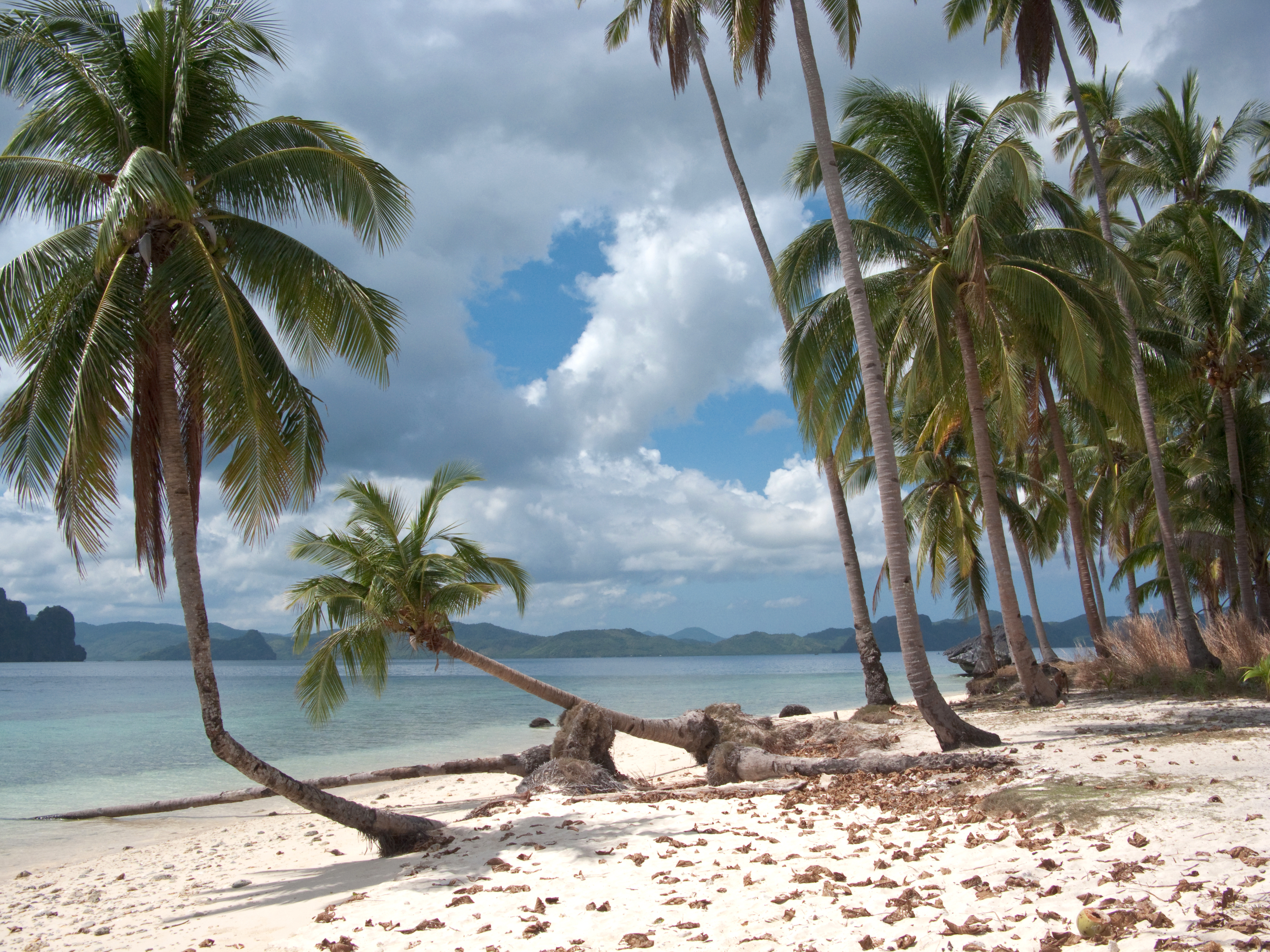
Strand mit Kokospalmen (Philippinen): Sinnbild für die Tropenzone

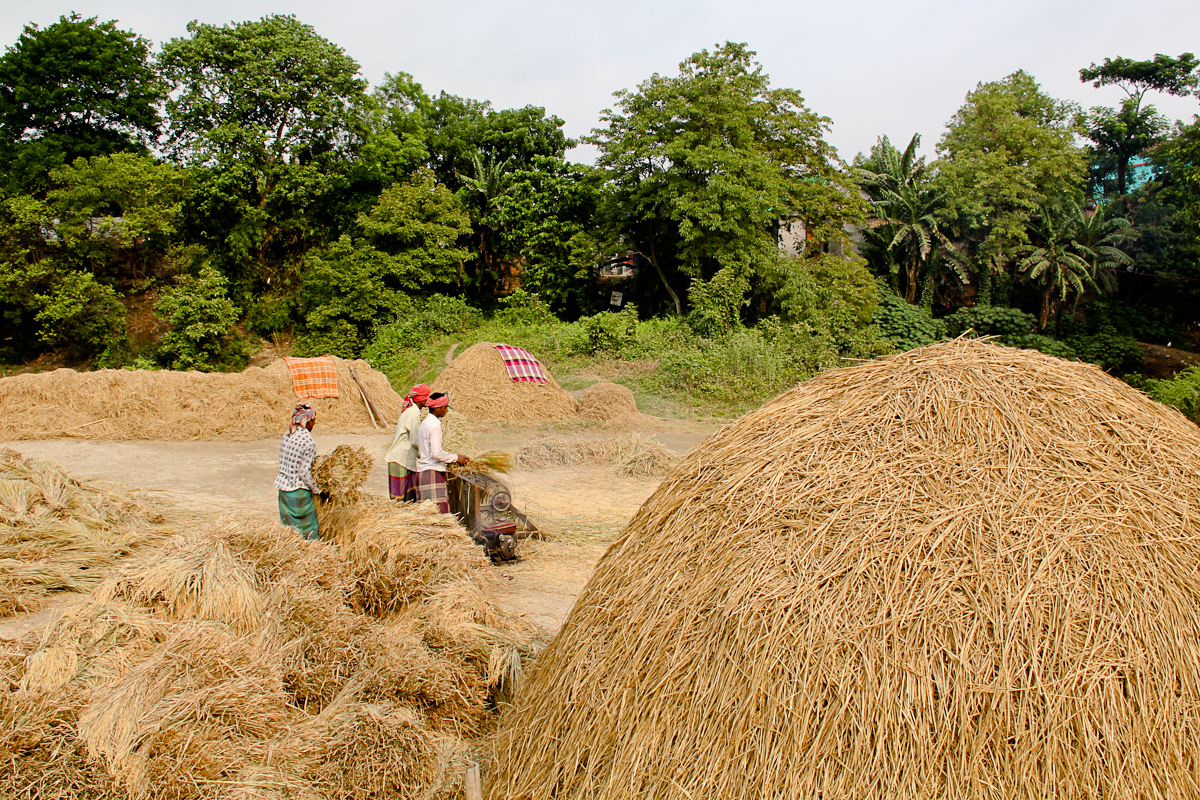
Landwirtschaft in den Tropen (Bangladesch): Sehr oft noch nicht mechanisiert

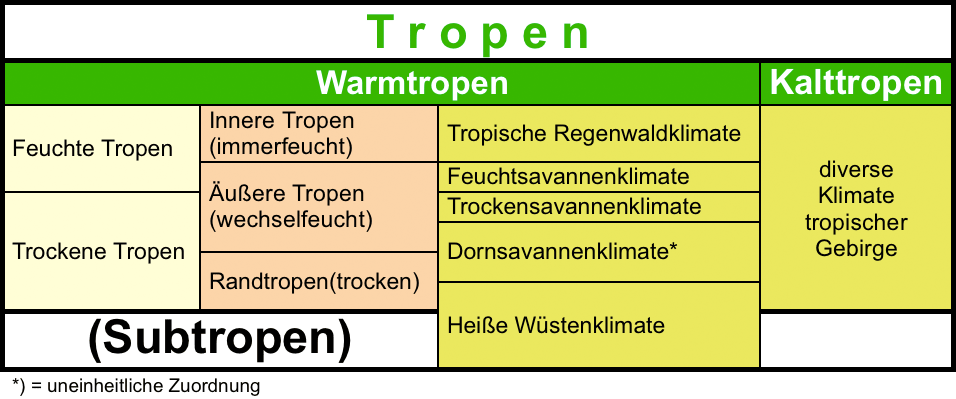
Untergliederung in Subzonen und Klimatypen nach der Vegetation

Die Tropen (von altgriechisch τρόποι Ἥλιου trópoi Hēliou, deutsch ‚Sonnenwendegebiete‘) – auch tropische (Klima-)Zone oder Niedere Breiten – sind in erster Linie eine der erdumspannenden Klimazonen, die durch bestimmte solare oder thermische Schwellenwerte abgegrenzt werden. Die tropische Zone erstreckt sich parallel zu den Breitenkreisen in Ost-West-Richtung; nach der solaren Definition zwischen dem nördlichen und südlichen Wendekreis um die gesamte Erde (mit dem Äquator als Mittellinie). Polwärts schließen sich die Subtropen an. Nach thermischen Parametern kommt es je nach Klimaklassifikation und Autor zu erheblichen Abweichungen von den solaren Grenzen.
Das herausragende Merkmal aller tropischer Gebiete ist die über das gesamte Jahr fast gleichbleibende Tageslänge, die nur um maximal 3 Stunden schwankt; immer hohen Sonnenständen zur Mittagszeit sowie einer jährlichen Regenzeit, deren Dauer mit zunehmender Entfernung vom Äquator abnimmt. Hinzu kommt eine grundsätzliche Frostfreiheit.
Die Untergliederung der Tropen ist vielfältig (Übersicht siehe nebenstehende Grafik): Innerhalb der Tropen werden die äquatornahen immerfeuchten Inneren Tropen von den zu den Wendekreisen hin sommer- bzw. wechselfeuchten Äußeren Tropen bis zu den trockenen Randtropen als Subzonen unterschieden, die sich in unterschiedlichen Klimatypen, Öko- und Vegetationszonen zeigen.
Mindestens vier Klimatypen werden unterschieden: Zum einen die tropischen Regenwaldklimate entlang des Äquators, die von den wechselfeuchten Feuchtsavannenklimaten gesäumt werden. Nach einer anderen Untergliederung werden beide zusammen auch Feuchte Tropen genannt.
Demgegenüber stehen die Trockenen Tropen, zu denen die ebenfalls wechselfeuchten Trockensavannenklimate der Äußeren Tropen und schließlich in die Dornsavannenklimate der Randtropen gehören. Letztere zählen sowohl zu den sommerfeuchten als auch zu den tropisch / subtropischen Trockengebieten, die am Ende in tropische Halbwüsten und Wüsten übergehen. (Da die zugehörigen Heißen Wüstenklimate zum größten Teil in den Subtropen liegen, werden sie dort behandelt.)
Alle vorgenannten Untergliederungen beziehen sich nur auf die in geringer Höhe (je nach Klimatyp) von 1200 bis maximal 2000 m über dem Meeresspiegel gelegenen planar-kollinen Warmtropen. Typische Klimaeigenschaften der Tropen gelten jedoch auch für die höher gelegenen Gebiete. Aufgrund der höhenwärtigen Temperaturabnahme spricht man ab der montanen Höhenstufe in tropischen Gebirgen, wenn die 18- oder 20 °C-Isotherme unterschritten wird, von Kalttropen.
Im weiteren Sinne steht der Begriff Tropen über die klimatische Betrachtung hinaus für den globalen, geozonalen Naturraum mit seinen weiteren Eigenarten.
Durch die globale Erwärmung kommt es zu einer Verschiebung der Klimazonen mit weitreichenden Folgen. Zum einen dürften die halbtrockenen Tropen (z. B. die Savannen des Sahel) von zunehmenden Niederschlägen profitieren, so dass der Ackerbau mehr Erträge bringt. Die feuchten Zonen der Tropen, die bereits weitgehend entwaldet sind, werden hingegen durch zunehmende Trockenheit und Waldbrände weiter ihre Artenvielfalt einbüßen. Intakter Regenwald hingegen wirkt ausgleichend auf den Wasserhaushalt und kommt mit steigenden Temperaturen relativ gut zurecht. In dem Zusammenhang sind auch Veränderungen der Vegetationsverteilung bei im Tropengürtel liegenden Gebirgszügen zu erwarten.
Als Außer- oder Ektropen werden diejenigen Gebiete zusammenfassend bezeichnet, die nicht in den Tropen liegen und demnach ein Jahreszeitenklima aufweisen (Subtropen, Mittelbreiten, Polargebiete).

## Klimazone

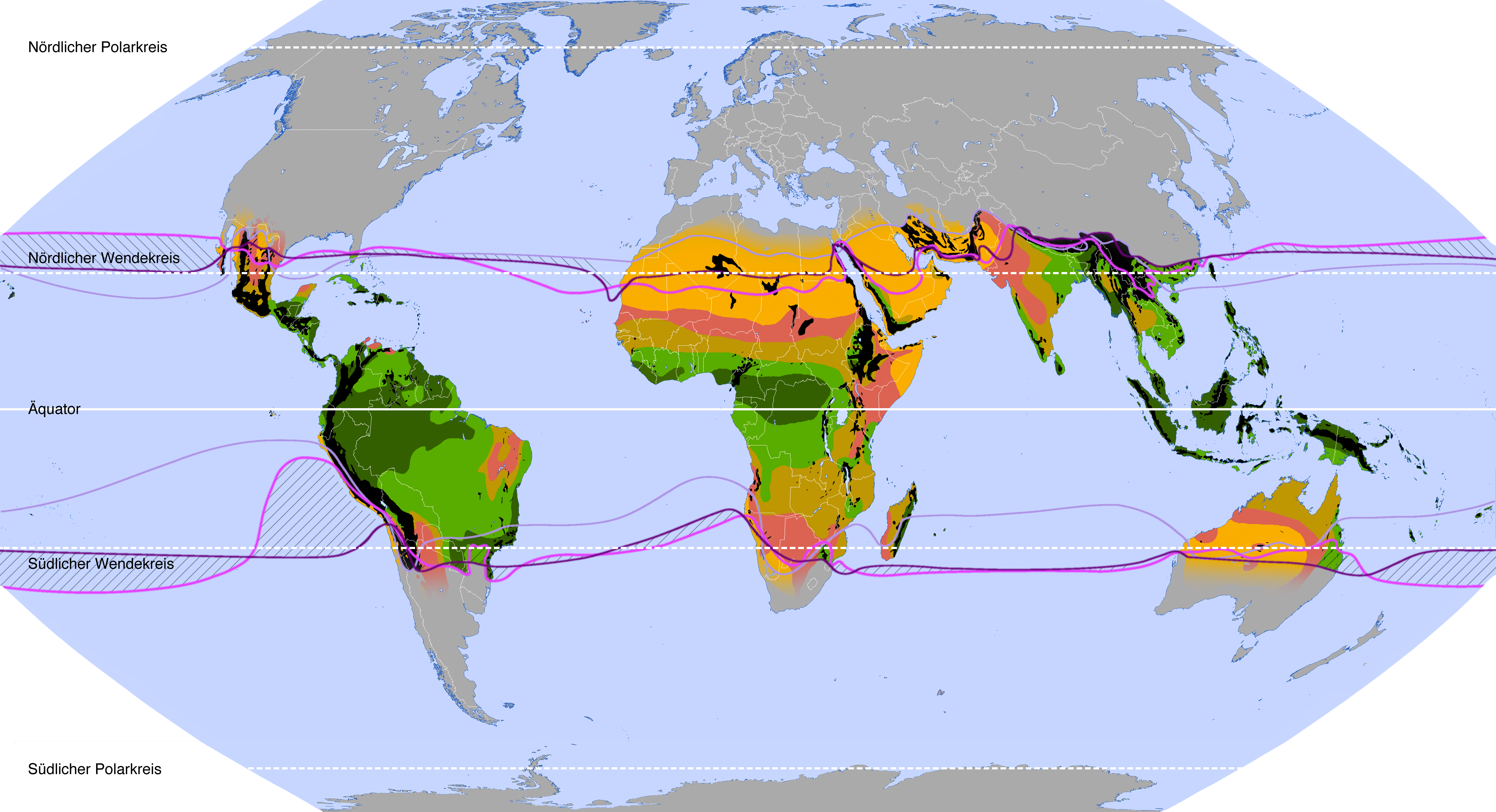
Tropische Klimazone nach drei bekannten Klassifikationen
Festlegung der Zonengrenzen nach:
(Bei der Untergliederung (die auch Grundlage der Tabelle im Abschnitt Klimatypen ist) handelt es sich um eine beispielhafte Einteilung, die sich im Wesentlichen an die Arbeit von Schultz anlehnt. Sie dient dazu, die große Zahl der „realen“ Klimatypen aus den gängigen Klassifikationsmodellen entsprechend zuzuordnen und damit besser vergleichbar zu machen.)

| — Troll & Paffen (1964) | — Lauer, Rafiqpoor & Frankenberg (1996) | — Siegmund & Frankenberg (1999/2006) |

| Elementare Makroklimate (maximale Ausdehnung):                | Übergänge zu Makroklimaten benachbarter Zonen / Weitere Flächen: |
| Immerfeuchte tropische Regenwaldklimate                       | ///// Übergangsklimate zu Nachbarzonen                           |
| Feuchtsavannenklimate                                         | Extrazonale Gebirgsklimate (nicht weiter untergliedert)          |
| Trockensavannenklimate                                        |                                                                  |
| Subtropisch/tropische Trockengebiete: (nur tropische Anteile) |                                                                  |
| Heiße Trockenklimate                                          |                                                                  |
| Dornsavannenklimate                                           |                                                                  |

### Solare Abgrenzung

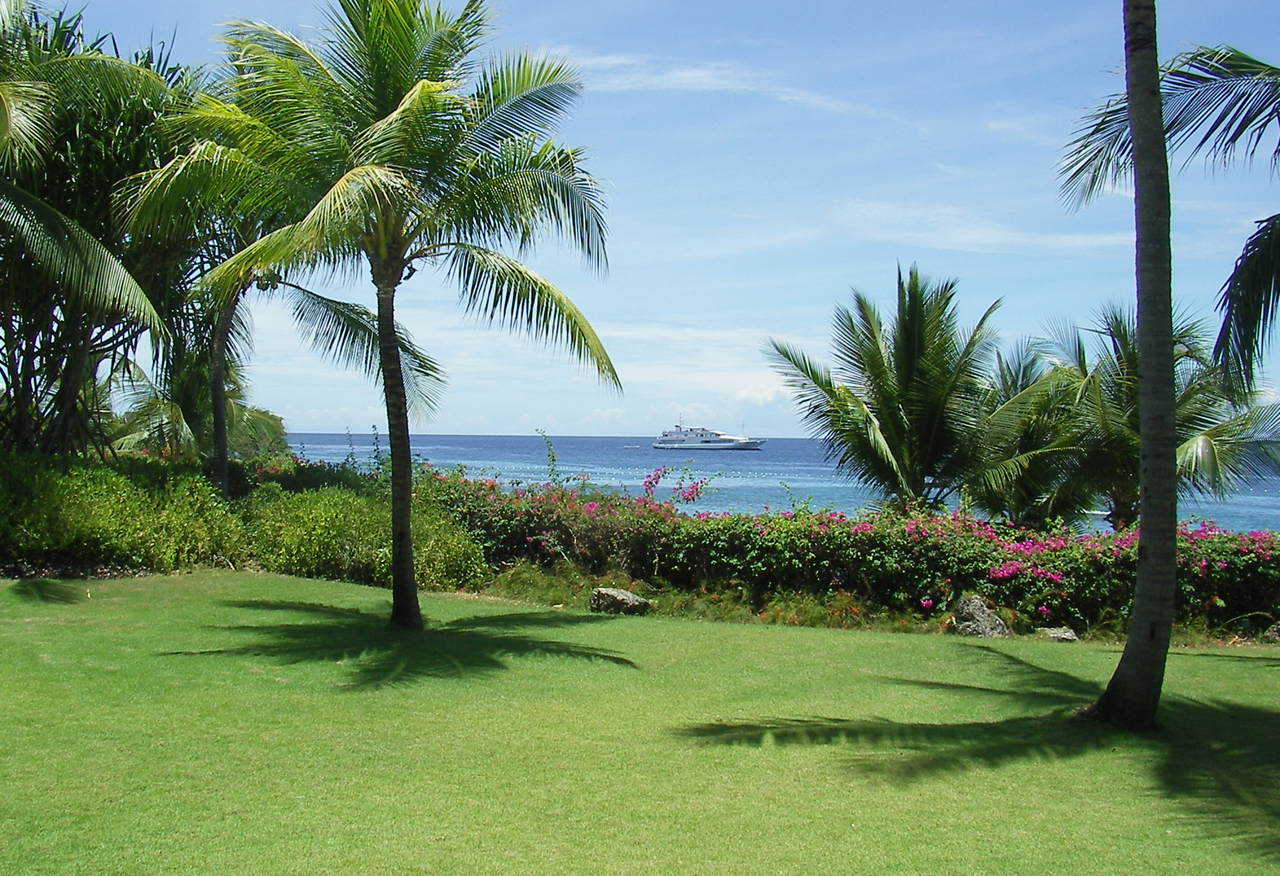
Mittag in den Tropen, die Sonne steht fast im Zenit (erkennbar am Schattenwurf der Palmen).

Die typischen, ganzjährig fast gleichbleibenden „Sonnenläufe“ in den Tropen bedingen das Phänomen des Tageszeitenklimas, sodass die Einstrahlung permanent hoch ist. Dabei steht die Sonne – im Bereich der Wendekreise am Tag der Sommersonnenwende einmal jährlich und ansonsten überall in den Tropen zweimal jährlich (über dem Äquator um den 21. März und den 23. September) – senkrecht über der Erde (im Zenit). Da dieses Phänomen polwärts an den Wendekreisen bei genau 23° 26′ 05″ nördlicher und südlicher Breite endet, sind sie die „natürlichen“ Grenzen der (solaren) Tropen.

#### Strahlungsdaten
Die höchsten Sonnenstände der Klimazone liegen von den Wendekreisen bis zum Äquator zwischen 43 und 67° zur Wintersonnenwende und zwischen 90 und 67° zur Sommersonnenwende. Dies führt zu einer mittleren jährlichen Globalstrahlung von 1700 bis über 2200 kWh/m² in den Tropen. Dies sind die höchsten Werte auf der Erde.
Die Tageslängen bewegen sich im Jahreslauf zwischen gleichbleibend 12 Stunden am Äquator und 10,5 und 13,5 Stunden an den Wendekreisen; das entspricht jährlichen Schwankungen von 0 bis 3 Stunden. Während der Vegetationsperiode liegen die Tageslängen im Mittel bei 12 bis 13 Stunden.
Der UV-Index (sonnenbrandwirksame Intensität der Ultraviolettstrahlung) ist im Jahresmittel um 12:00 Uhr Mittags mit 9 bis über 14 sehr hoch bis extrem hoch. In tropischen Hochgebirgen werden bei klarem Himmel die weltweit höchsten Werte gemessen.

### Thermische Merkmale

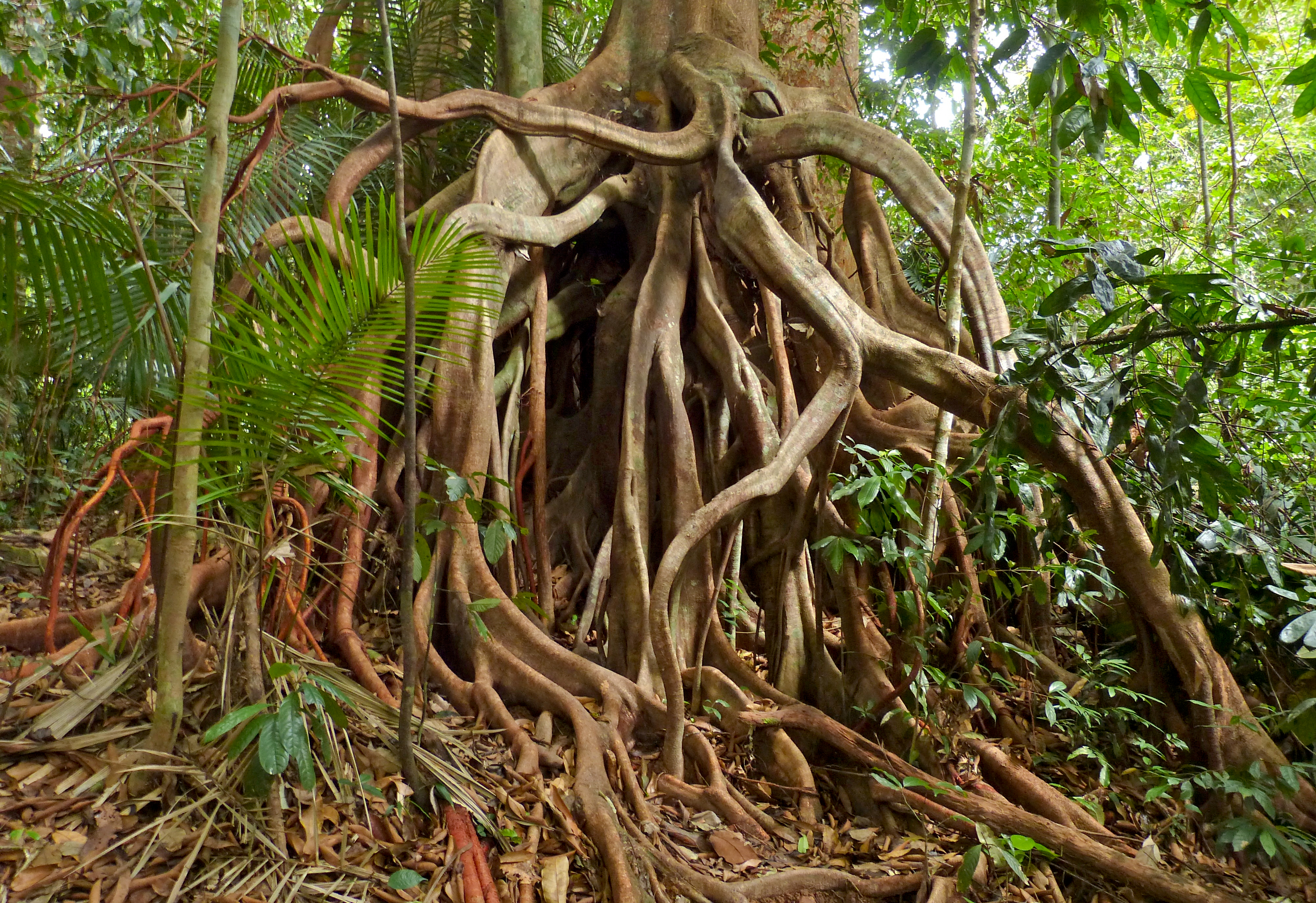
Tropische Gewächse – wie diese Ficus-Art – vertragen keinen Frost

Durch diverse Faktoren (insbesondere Luft- und Meeresströmungen) wird die durch die eingestrahlte Sonnenenergie entstehende Wärme unregelmäßig nach Norden oder Süden transportiert. Die thermischen Grenzen der Tropen weichen daher mehr oder weniger von den solaren Grenzen ab. Vor diesem Hintergrund haben diese Gebiete einen hohen bis mittleren maximalen Energieeintrag mit niedriger Variationsbreite.
Aufgrund der ständig hohen Sonnenstände und der gleichbleibenden Wetterlagen betragen die Schwankungen der Tagestemperatur im Tieflandregenwald nur bis zu 7 Kelvin. In den sommerfeuchten Tropen hingegen sind 9 Kelvin in der Regenzeit und 18 Kelvin in der Trockenzeit typisch. Grundsätzlich bleiben alle tropischen Gebiete ganzjährig frostfrei.
Vergleicht man verschiedene Karten der Klimazonen (oder vergleichbarer geozonaler Modelle), so fallen erhebliche Abweichungen der Zonengrenzen auf, wie man bereits an den drei Modellen der hier veröffentlichten Karte erkennen kann.

#### Klassifikationen und Festlegungen
Etliche Wissenschaftler haben versucht, die Grenzen der Klimazonen grundlegend zu definieren oder ihre Ansätze ermöglichen die Ableitung entsprechender Schwellenwerte. Einige Beispiele:
| Autor(en)                                     | von         | Ziel / Hintergründe | Benennung           | Faktoren                                                                                          | Wertebereiche |
| --------------------------------------------- | ----------- | --- | ------------------- | ------------------------------------------------------------------------------------------------- | --- |
| Köppen, auf der Grundlage von Supan           | 1884        | Festlegung der fünf Klimazonen | Tropenzone          | Andauer der Mitteltemperaturen                                                                    | 12 Monate über 20 °C                                                                                               |
| Troll & Paffen                                | 1964        | „Jahreszeitenklimate“ Grundlegende Festlegung von Klimazonen in Bezug zu den Wechselwirkungen des Klimas auf die Vegetation                                                                         | Tropenzone          | Thermische Andauer- u. Schwellenwerte, sowie Gehölze                                              | Jahresmitteltemperatur über 18,3 °C frostfrei (Tiefland) frostempfindliche, immergrüne oder trockenkahle Laubbäume |
| FAO, auf der Grundlage von Köppen & Trewartha | 1968 / 2000 | „Ecological zones“ Level 1 - Domain: Übergeordnete thermische Klimazonen im System der Ökozonen; internationale Verwendung                                                                          | Tropical            | Thermische Andauer- u. Schwellenwerte                                                             | ganzjährig frostfrei in Meeresnähe über 18 °C                                                                      |
| Schultz                                       | 1988        | „Die Ökozonen der Erde“ Klimazonen nach Troll & Paffen auf der ersten Ebene der Ökozonen | Tropen              | (u. a.) Thermische Wachstumsbedingungen in Klammern = regional                                    | (9 bis 11) 12 Monate über 10 °C 9 bis 12 Monate über 18 °C                                                         |
| Müller-Hohenstein                             | 1989        | „Geoökologische Zonen“ Klimazonen als 1. Gliederungsebene | Tropische Zonen     | Jahresmitteltemperatur (JMT) und Vegetationsperiode (VP) als Summe der humiden Tage mit ø ≥ 10 °C | JMT: 21 bis 28 °C VP: um 180 bis 365 Tage                                                                          |
| Lauer, Frankenberg und Rafiqpoor              | 1996        | „Die Klimate der Erde“ „Ökophysiologische Klimaklassifikation“: Wechselwirkungen des Systems „Klima–Pflanze–Boden“ als Reaktion der Pflanzendecke auf das Klima mit Quantifizierung der Grenzlinien | Tropen-Zone         | mittlere Bestrahlungsstärke (BS) und thermische Vegetationsperiode (VP)                           | BS: über 150 W/m² VP: 12 Monate weitestgehend frostfrei                                                            |
| Siegmund & Frankenberg                        | 1999 / 2006 | „Klimate der Erde“ Thermische Klimazonen als erster Klimaschlüssel im „Baukastensystem“ | Heiße Zone (Tropen) | Jahresmitteltemperatur                                                                            | über 24 °C |
| Box                                           | 2016        | „World Bioclimatic Zonation“ Haupt-Klimazonen nach Kardinaltemperaturen und deren Dauer | Tropical zone       | Tagesmitteltemperaturen                                                                           | niemals unter 0 °C vielleicht nicht unter 5 °C                                                                     |

### Hygrische Merkmale

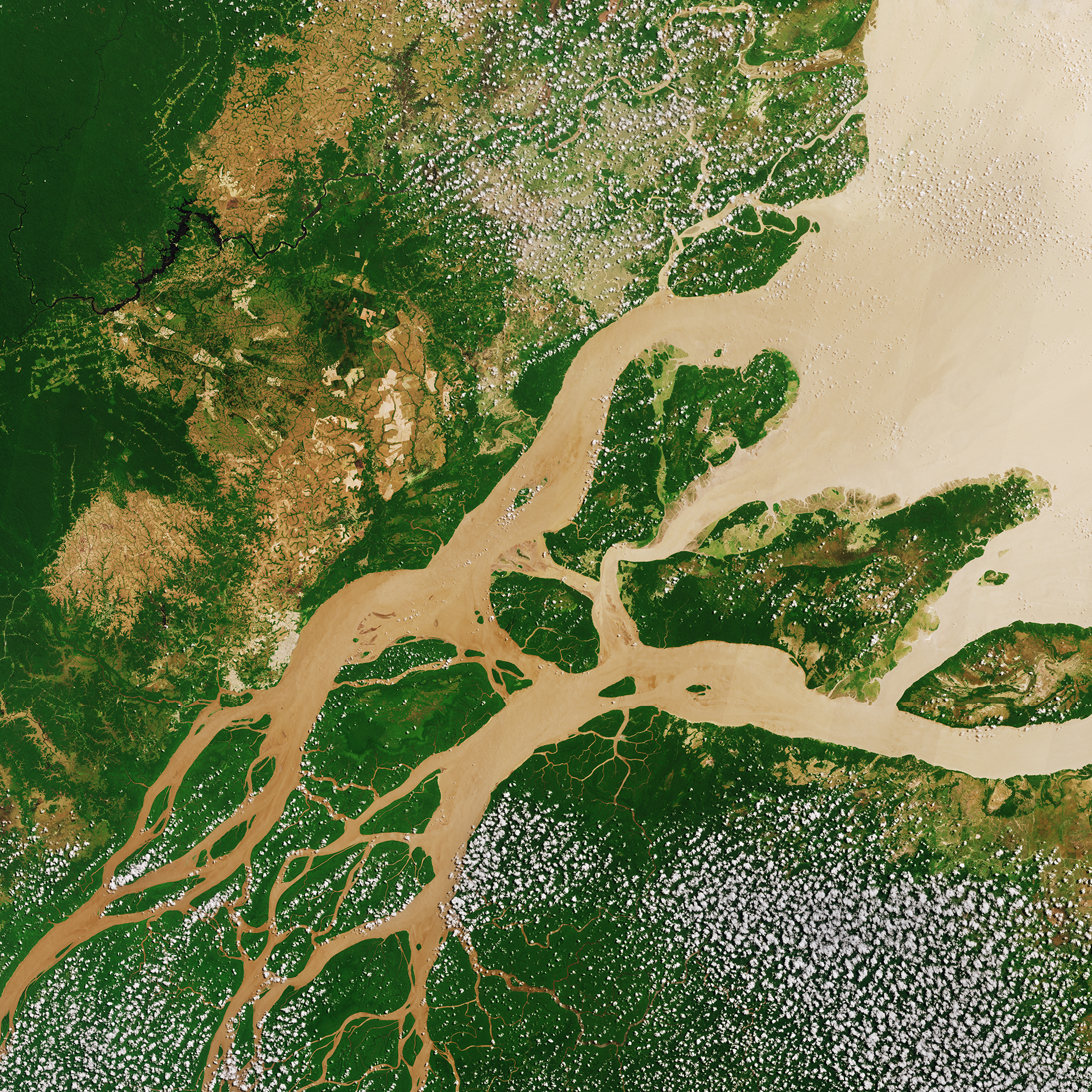
Amazonas-Delta mit Cumulus-humilis-Wolken über den feuchteren Gebieten des Amazonas-Regenwalds, die dort wegen der Verdunstung auch während der Trockenzeit entstehen (August 2017).

Zur Bestimmung eines Klimatyps sind neben den verschiedenen Temperaturen ebenso Messwerte zur Wasserversorgung erforderlich. Da jede Klimazone verschiedene Klimatypen umfasst, sind die im Folgenden aufgeführten Mittelwerte für den gesamten Klimagürtel nur in Bezug auf die zonale Abfolge aussagekräftig:
Die mittleren jährlichen Niederschläge liegen in den Tropen bei relativ hohen 800 mm am nördlichen und 900 mm am südlichen Wendekreis bis hin zu hohen 1800 mm in den inneren Tropen nördlich und 1900 mm südlich des Äquators. Sämtliche Niederschläge außerhalb von Hochgebirgen fallen als Regen, die größten Mengen als zenitaler Starkregen in den inneren und als Monsunregen in den äußeren Tropen. Die Verdunstungsrate ist in den trockenen und auch noch in den wechselfeuchten Tropen deutlich höher als die Niederschlagssummen, während sie in den innertropischen, wolkenreichen Regenwaldgebieten wieder etwas geringer ist. Diese Kombination führt zu einer im Mittel sehr hohen Luftfeuchtigkeit, obwohl sie in Richtung Randtropen deutlich abnimmt. Der Himmel in den Tropen im Mittel wolkig bis bewölkt, ebenfalls mit einer immer geringeren Wolkendecke, je näher man den Wendekreisen kommt.
Grundsätzlich bestimmen die Niederschlagsverhältnisse in den Subtropen und Tropen (Hochgebirge ausgenommen) aufgrund der überall ganzjährig hohen Temperaturen im Wesentlichen die Wachstumsbedingungen der Pflanzenwelt.

#### Tropisch/subtropische Trockengebiete; Trockenklimate

Klimazonenübergreifende Trockenklimate nach Köppen & Geiger

In den Ökozonen nach Schultz werden die Trockengebiete der Subtropen und Tropen zusammengefasst, da das Konzept der thermischen Klimazonen einschließlich klar unterscheidbarer Vegetationsformen hier an seine Grenzen stößt. Die in der Karte unvollständig dargestellten Dornsavannenklimate liegen zum größten Teil in den Tropen, sodass dieser Klimatyp hier beschrieben wird, während die vorwiegend in den Subtropen liegenden heißen Wüstenklimate dort behandelt werden.
Köppen & Geiger – die das klassische Klimazonenkonzept vermieden haben – fassten alle Trockenklimate der Erde von den Mittelbreiten bis zu den Tropen als so genannte B-Klimate zusammen. Die Siegmund-Frankenberg-Klassifikation orientiert sich im ersten Schritt an den thermischen Klimazonen, um dann im zweiten Schritt ebenfalls ein zonenübergreifendes Gebiet hygrisch definierter Trockenklimate einzufügen.

### Wettersysteme
Die Tropenklimate werden im Rahmen der planetarischen Zirkulation von der innertropischen Konvergenzzone etwa zwischen 5° Süd und 10° Nord geprägt. Sie entsteht durch die ganzjährig besonders große Energieaufnahme bei hohen Sonnenständen, die zu schnell aufsteigenden warmen Luftmassen und damit zu anhaltendem tiefen Luftdruck in Bodennähe (mit oft hoher Luftfeuchtigkeit und häufigen Gewittern) führen. Dadurch strömt Luft aus den Subtropen Richtung Tropen: Dies ist die Ursache der mäßig starken, aber sehr beständigen Passate, die durch die Corioliskraft ostwärts abgelenkt werden. Die Konvergenzzone, die auch äquatoriale Tiefdruckrinne genannt wird und die im Innern durch die windstillen Kalmen sowie ein typisches Band hoher Quellwolken gekennzeichnet ist, verlagert sich mit den zenitalen Sonnenständen im Rhythmus der Jahreszeiten bis Juli nach Norden und bis Januar nach Süden. Dies führt in den angrenzenden tropischen Sommerregenzonen zu feuchten und meist regenreichen Sommern, während im Winter der Einfluss der subtropischen Hochdruckgürtel mit niederschlagsarmem Wetter dominiert. Im Bereich der viel größeren Landmassen der Nordhalbkugel entfernt sich die Tiefdruckrinne im Sommer wesentlich weiter vom Äquator; in Asien bis in die Subtropen. Die in der Höhe an der Tropopause als Antipassate polwärts strömenden schweren, warmen Luftmassen sinken größtenteils spätestens über rund 30° Breite in den Subtropen ab – auch, weil die hier tiefer gelegene Tropopause sie dazu zwingt. Im weiteren Zusammenhang bestimmen die tropisch/subtropischen Luftmassen gleichsam mit ihrem Gegenspieler – den leichten, kalten Luftmassen der Polargebiete – die planetarische Frontalzone der Mittelbreiten mit den höchsten Druckunterschieden der Atmosphäre. Die tropisch-subtropischen Zirkulationen werden insgesamt als Hadley-Zellen bezeichnet. Sie sind sehr stabil und verursachen meist langanhaltende Wetterlagen in den Tropen. Aufgrund der ständig hohen Energiezufuhr sind extreme Wetterereignisse wie intensive Schauer mit Starkregen, Gewitter sowie tropische Wirbelstürme in den Tropen typisch.

### Subzonen und Klimatypen

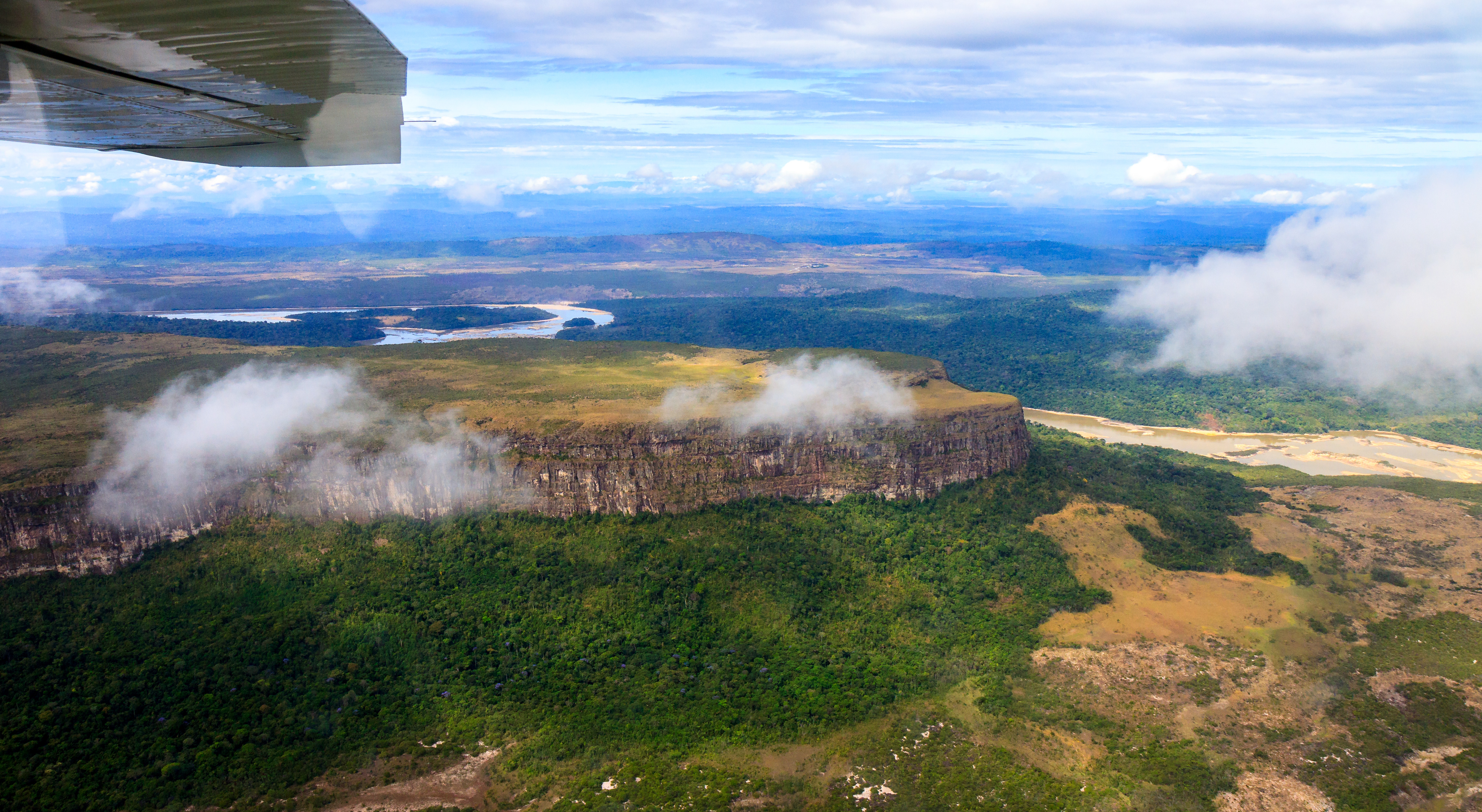
Tropische Landschaften: Sommerfeuchte Savannen und immerfeuchte Regenwälder bei einem Tepui in Venezuela

Allein die Zugehörigkeit zu einer Klimazone ermöglicht noch keine Aussagen über die tatsächlichen Klimate innerhalb der Zone. Dazu bedarf es der Festlegung von Klimatypen (für die niedrigen (planar-kollinen) Regionen) aus dem Vergleich der „elementaren“ Makroklimate aller Kontinente mit Hilfe weiterer Parameter (siehe Klimazone: Abschnitt Möglichkeiten der Zonen-Untergliederung): Das können regionale thermische Bedingungen sein – etwa die Kontinentalität –, doch vor allem hygrische Merkmale wie die Summe der Niederschläge im Jahr, die Dauer von Regen- und Trockenzeiten oder das Verhältnis von Niederschlags- und Verdunstungsrate (Humidität/Aridität). Dies führt zu komplexen Klimaschlüsseln, die im Kartenbild zwangsläufig noch größere Abweichungen zwischen den verschiedenen Modellen aufweisen!
Wie an der Karte erkennbar, besteht die tropische Zone aus mindestens fünf elementaren Makroklimaten, die oftmals als drei Subzonen der sogenannten Warmtropen betrachtet werden, da ihre Abfolge – wenngleich mit vielen Ausnahmen – ungefähr breitenkreisparallel verläuft. Weil die Temperaturen überall ganzjährig hoch sind und demzufolge keine Limitierung der Vegetation bewirken, werden für die Klimatypen der Warmtropen im Allgemeinen keine Temperaturgrenzwerte genannt. Entscheidend ist hier vielmehr die Menge und Verteilung der Niederschläge. Die Gebirgsklimate werden als Kalttropen in der Regel separat betrachtet. Zudem gibt es eine weitere ökologische Einteilung in Feuchte und trockene Tropen.

#### Warmtropen
Als Warmtropen werden jegliche (geozonalen) Tropenklimate des Tieflandes in Abgrenzung zu den (extrazonalen) Höhenklimaten der Kalttropen bezeichnet. Das entscheidende gemeinsame Merkmal der Warmtropen ist die grundsätzliche Frostfreiheit.
Im Sinne idealisierter Subzonen werden sie in die immerfeuchten inneren sowie die sommer- bzw. wechselfeuchten äußeren und randständigen Tropen unterteilt.

##### Innere Tropen
Die inneren Tropen sind durch ein schwülwarmes, immerfeuchtes Tropenklima ohne ausgeprägte Trockenzeiten gekennzeichnet. In einem zwischen knapp 1000 und fast 4000 Kilometer breiten (jedoch sehr unregelmäßigen) „Band“, das sich mit zwei Unterbrechungen (Ostafrika und Hochanden) über alle Kontinente nördlich und südlich des Äquators erstreckt, nimmt die Luft durch die ganzjährig sehr hohe Sonneneinstrahlung große Mengen Wasser auf. Aufgrund der Passatzirkulation verbleiben diese Luftmassen zum großen Teil in der innertropischen Konvergenzzone und regnen sich dort wieder ab. In diesem Klima entstehen tropische Regenwälder im Tiefland sowie entsprechende dauerfeuchte Vegetationsformen in den Hochlagen (siehe Kalttropen).
Durch die hohen Temperaturen verdunsten große Mengen Wasser, weshalb die Luftfeuchte sehr hoch ist. Das führt im Tagesgang zu häufiger und dichter Bewölkung, welche durch die starke Verdunstung entsteht. Die Einstrahlung der Sonnenstrahlen wird dadurch abgeschwächt. Es herrscht somit ein hochgradiges (solares und thermisches) Tageszeitenklima: die täglichen Temperaturschwankungen sind größer als die jährlichen. Niederschlagsbestimmendes Phänomen der Tropen ist die Passatzirkulation und deren jahreszeitliche Verschiebung. Die Passatzirkulation bewirkt rund um äquatoriale Konvergenzzone beim höchsten Sonnenstand so genannten Zenitalregen, der mit den höchsten Regenmengen einhergeht. Die Konvergenzzone kann fast stillstehen – im Pazifik und Atlantik – oder sich im Jahresverlauf zyklisch einmal über die gesamten Tropen bewegen wie etwa zwischen Zentralafrika bis zum malaiischen Archipel.

###### Tropische Regenwaldklimate

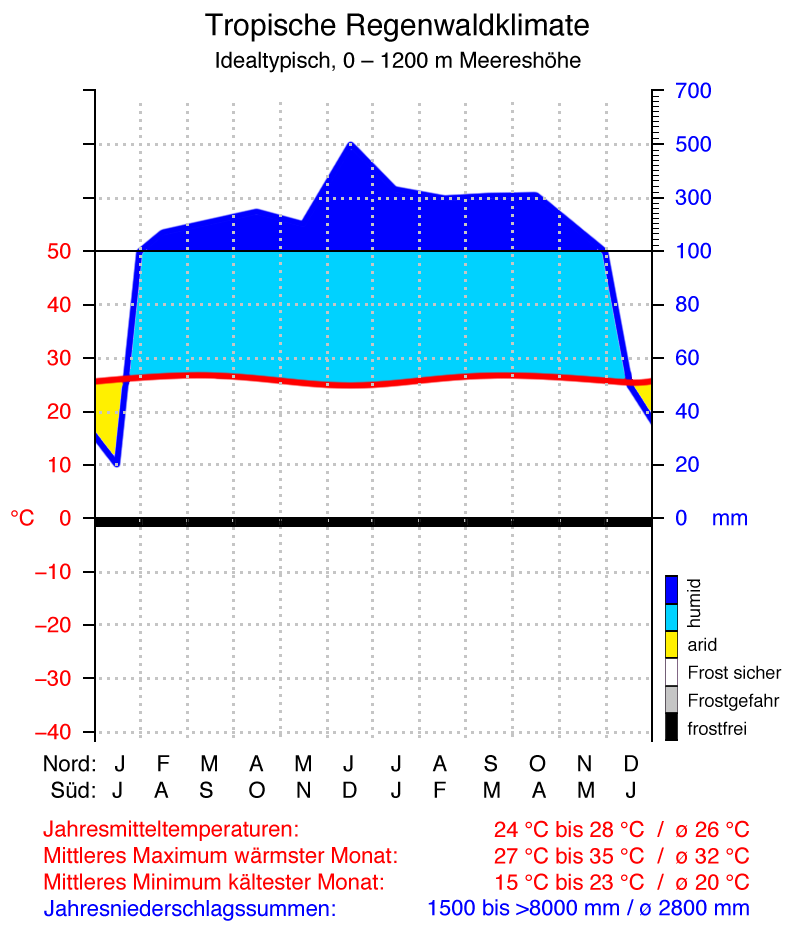

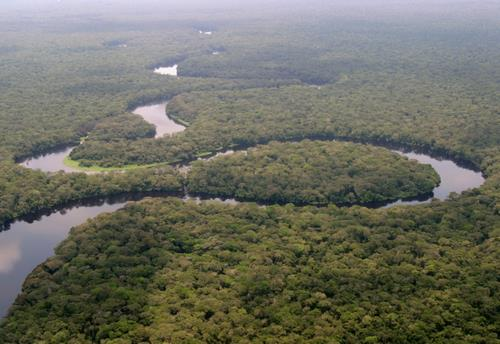
Regenwald am Kongo

Die im Folgenden genannten Merkmale gelten erdumspannend (geozonal) für Regionen bis zu rund 1200 m Meereshöhe. Höher gelegene Gebiete weisen häufig ein abweichendes (extrazonales) Gebirgsklima auf.
Die Klimate der tropischen Regenwälder sind der Klimatyp des innertropischen Makroklimas. Sie sind geprägt durch sehr hohe Jahresmitteltemperaturen, die in der Regel zwischen 24 und 28 °C liegen. Die sehr hohen Jahresniederschläge bewegen sich zwischen 1800 und 2800 mm (im Mittel, mit einer sehr großen Spanne von durchschnittlich 1500 bis über 8000 mm)..
Die Niederschläge sind mindestens 8 Monate (oft ganzjährig) sehr hoch bis extrem hoch, regional bis zu 4 Monate gering bis mäßig. In Übergangslagen (z. B. zum tropisches Monsunklima) sind bis zu zwei voll aride Monate möglich, in der Regel sind die hygrischen Verhältnisse jedoch trotz der hohen Gesamtverdunstung mit 10 bis 12 feuchten Monaten vollhumid.
Die genannten Bedingungen von Licht, Wärme und Feuchtigkeit führen zu einer maximalen Dauer der jährlichen Wachstumsperiode von 360 Tagen. Die potenzielle natürliche Vegetation besteht aus extrem biomassereichem, hochwüchsigem und stockwerkartig strukturiertem immergrünem tropischem Regenwald sowie etwas niedrigeren, halbimmergrünen (saisonalen) Übergangswäldern.
Die Gesamtcharakteristik der tropischen Regenwaldklimate kann mit „ganzjährig warm und feucht; Regenzeit mit oder ohne kurze Unterbrechung; üppige immergrüne Regenwälder“ zusammengefasst werden.
Folgende Klimatypen effektiver Klassifikationsmodelle decken dieses Makroklima ab:
- bei Troll & Paffen: V1 (Tropische Regenklimate)
- bei Köppen & Geiger: Af (tropisches Regenwaldklima)
- bei Trewartha: Ar (Tropical Wet)

##### Äußere Tropen
In den äußeren Tropen, die in ihrer Nord-Süd-Ausdehnung zwischen 600 und 2000 Kilometer „breit“ sind und auch sommer- oder wechselfeuchte Tropen genannt werden, treten bei insgesamt mäßigen bis hohen Niederschlagssummen eine ausgeprägte sommerliche Regenzeit, eine winterliche Trockenzeit und dazwischen liegende kurze Übergangszeiten auf. Auch dabei spricht man von Jahreszeiten; dennoch herrscht auch in den äußeren Tropen noch ein Tageszeitenklima. Die beiden tropischen Subzonen – die Savannenklimate – liegen nördlich und südlich der immerfeuchten Äquatorialzone und werden in mindestens zwei elementare Klimate unterteilt.

###### Feuchtsavannenklimate

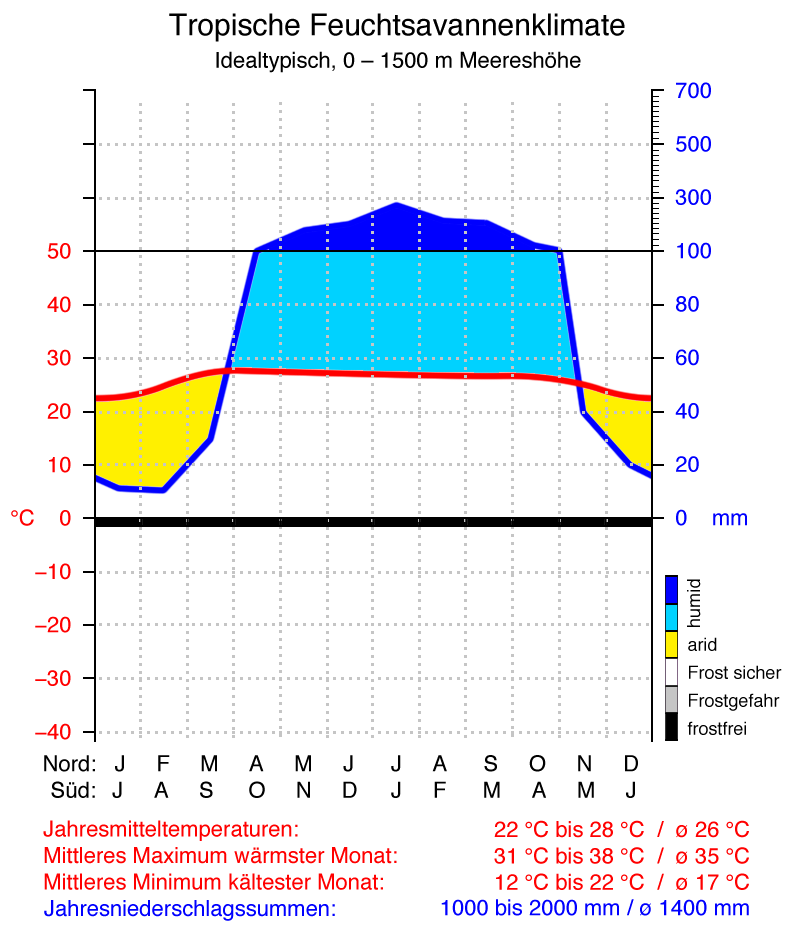

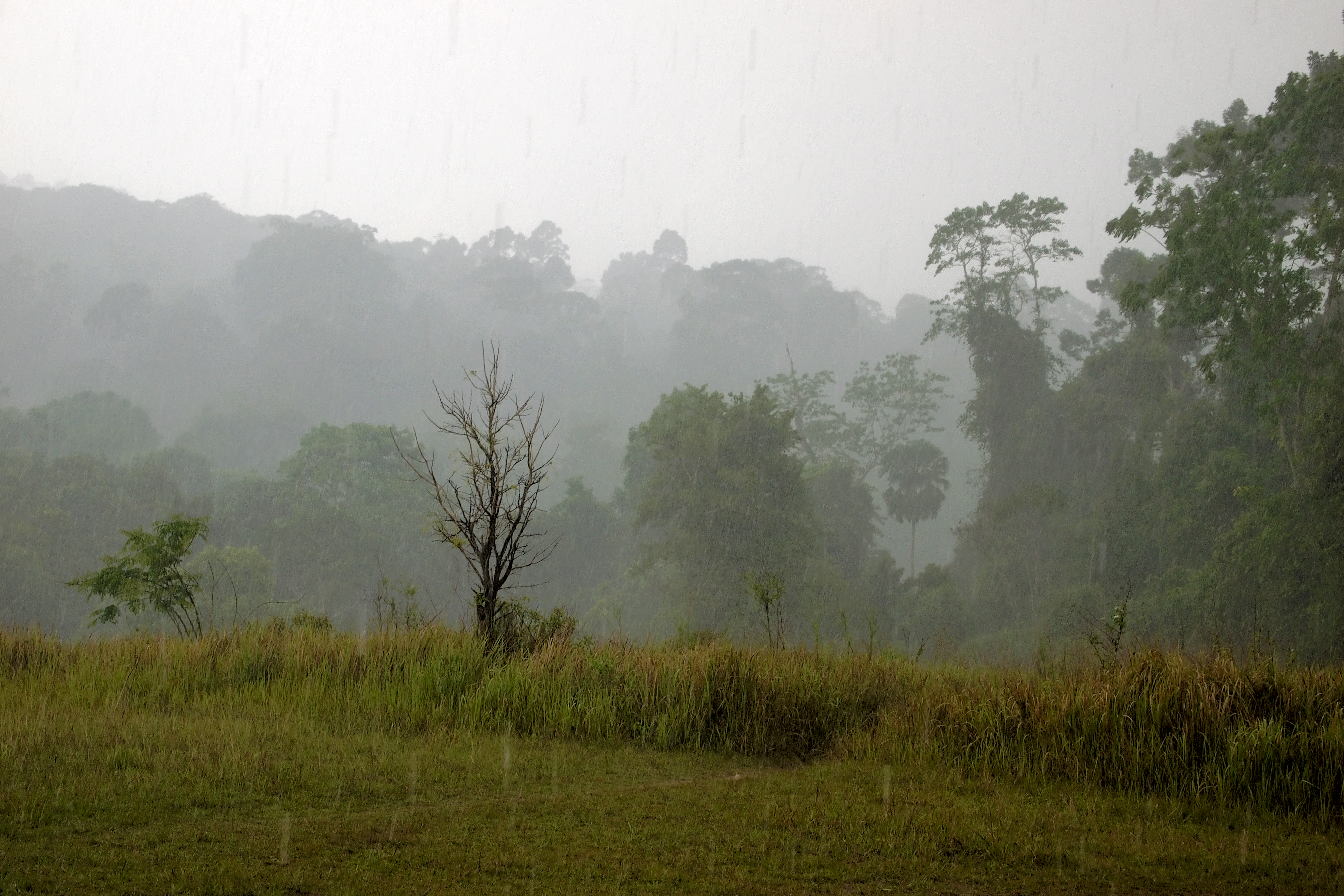
Monsunwald in Thailand

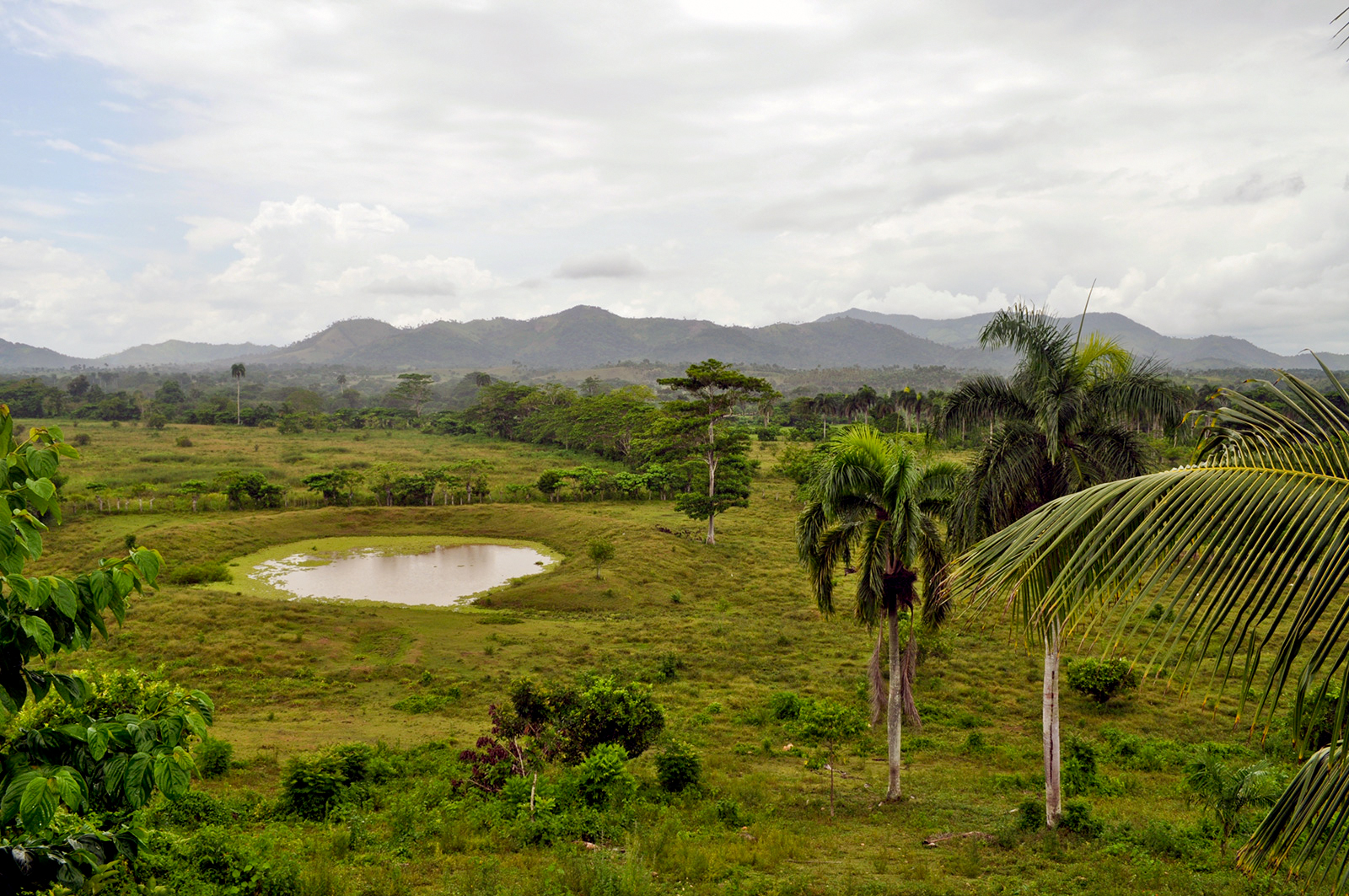
Feuchtsavanne in der Dominikanischen Republik

Die im Folgenden genannten Merkmale gelten erdumspannend (geozonal) für Regionen bis zu rund 1500 m Meereshöhe. Höher gelegene Gebiete weisen häufig ein abweichendes (extrazonales) Gebirgsklima auf.
Die Klimate der tropischen Feuchtwälder und Feuchtsavannen (die ökologisch zusammen mit den Regenwaldklimaten zu den feuchten Tropen gezählt werden) erhalten eine sehr hohe Globalstrahlung, die während der Vegetationszeit etwas geringer ist. Sie sind geprägt durch sehr hohe Jahresmitteltemperaturen, die in der Regel zwischen 22 und 28 °C liegen. Die hohen Jahresniederschläge bewegen sich zwischen (mindestens 1000) 1200 und 2000 mm.
Die Niederschläge sind in der Jahresmitte 7 bis 9 Monate meist sehr hoch, in der übrigen Zeit meist sehr gering (bis extrem gering). Die entsprechenden Klimadiagramme weisen weltweit nur auffallend geringe Unterschiede auf. Aufgrund der hohen Gesamtverdunstung ist das Klima mit unter 10 feuchten Monaten beziehungsweise 3 bis 5 ariden Monaten semihumid.
Die genannten Bedingungen von Licht, Wärme und Feuchtigkeit führen zu einer langen Dauer der jährlichen Wachstumsperiode von über 300 Tagen. Die potenzielle natürliche Vegetation besteht aus halb laubwerfenden regengrünen Feuchtwäldern, die jedoch in Richtung Wendekreise aufgrund regelmäßiger (natürlicher oder anthropogen verursachter) Waldbrände sehr großflächig zu Feuchtsavannen degradiert sind. Die Grasnarbe aus häufig sehr hohen Gräsen (bis über 2 m) bedeckt den gesamten Boden.
Die Gesamtcharakteristik der Feuchtsavannenklimate kann mit „ganzjährig warm, längere Regen- als Trockenzeit mit kurzen Übergängen; niedrige regengrüne Wälder oder feuchte Hochgrassavannen“ zusammengefasst werden.
Folgende Klimatypen effektiver Klassifikationsmodelle decken dieses Makroklima ab:
- bei Troll & Paffen: V 2 (Tropisch humide Feuchtklimate)
- bei Köppen & Geiger: Am (tropisches Monsunklima)
- bei Trewartha: Aw (Tropical Wet-And-Dry)

###### Trockensavannenklimate

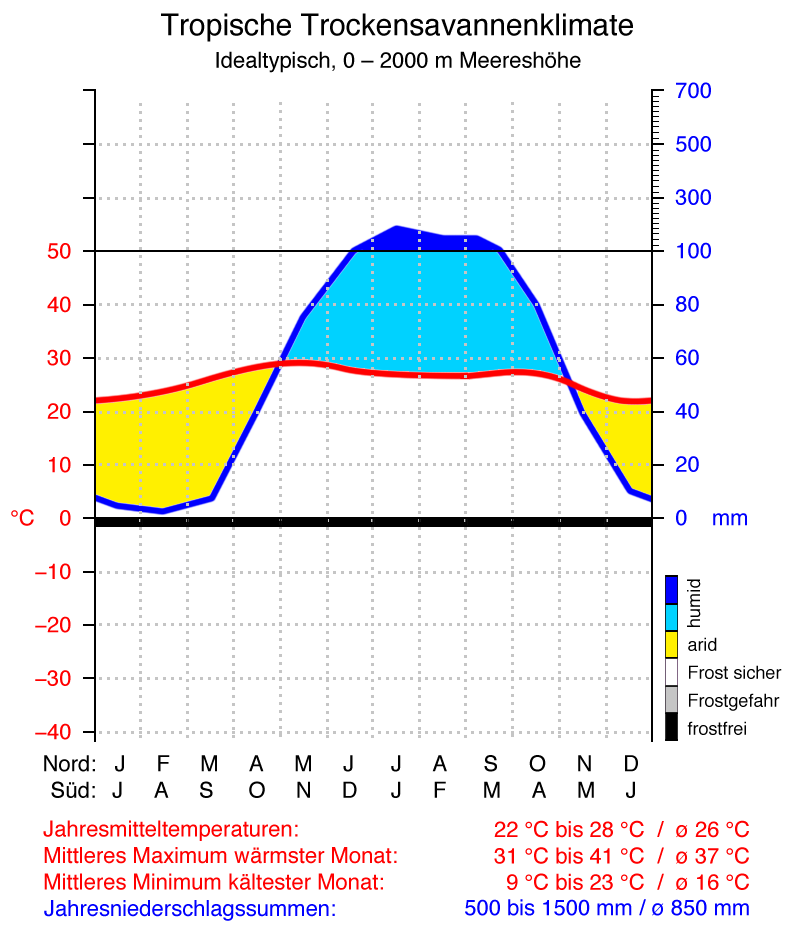

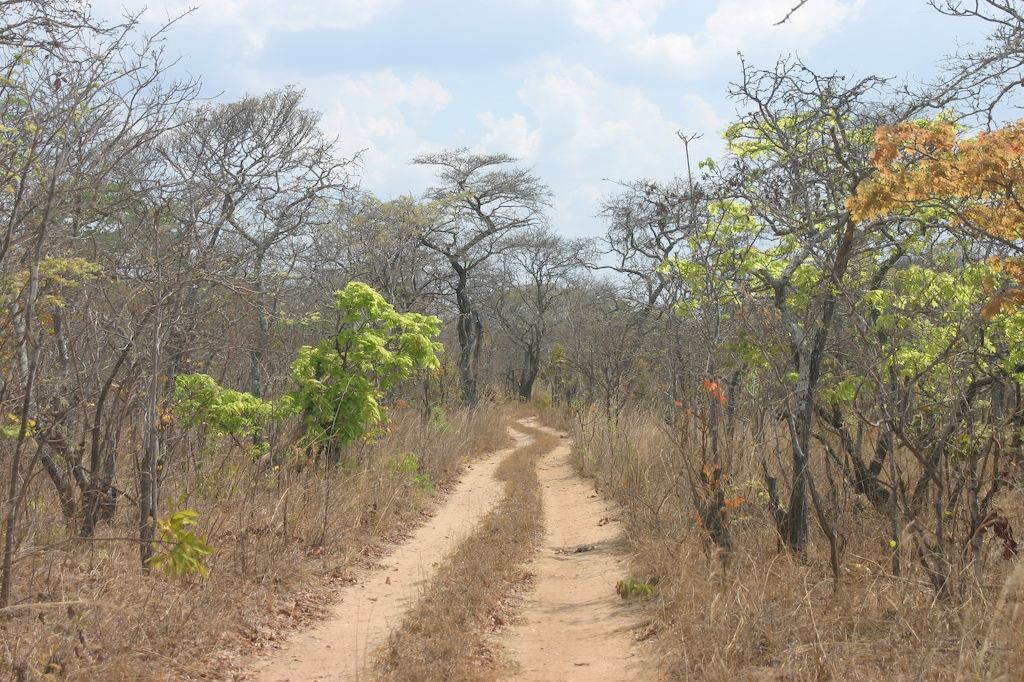
Miombo-Trockenwald in Malawi

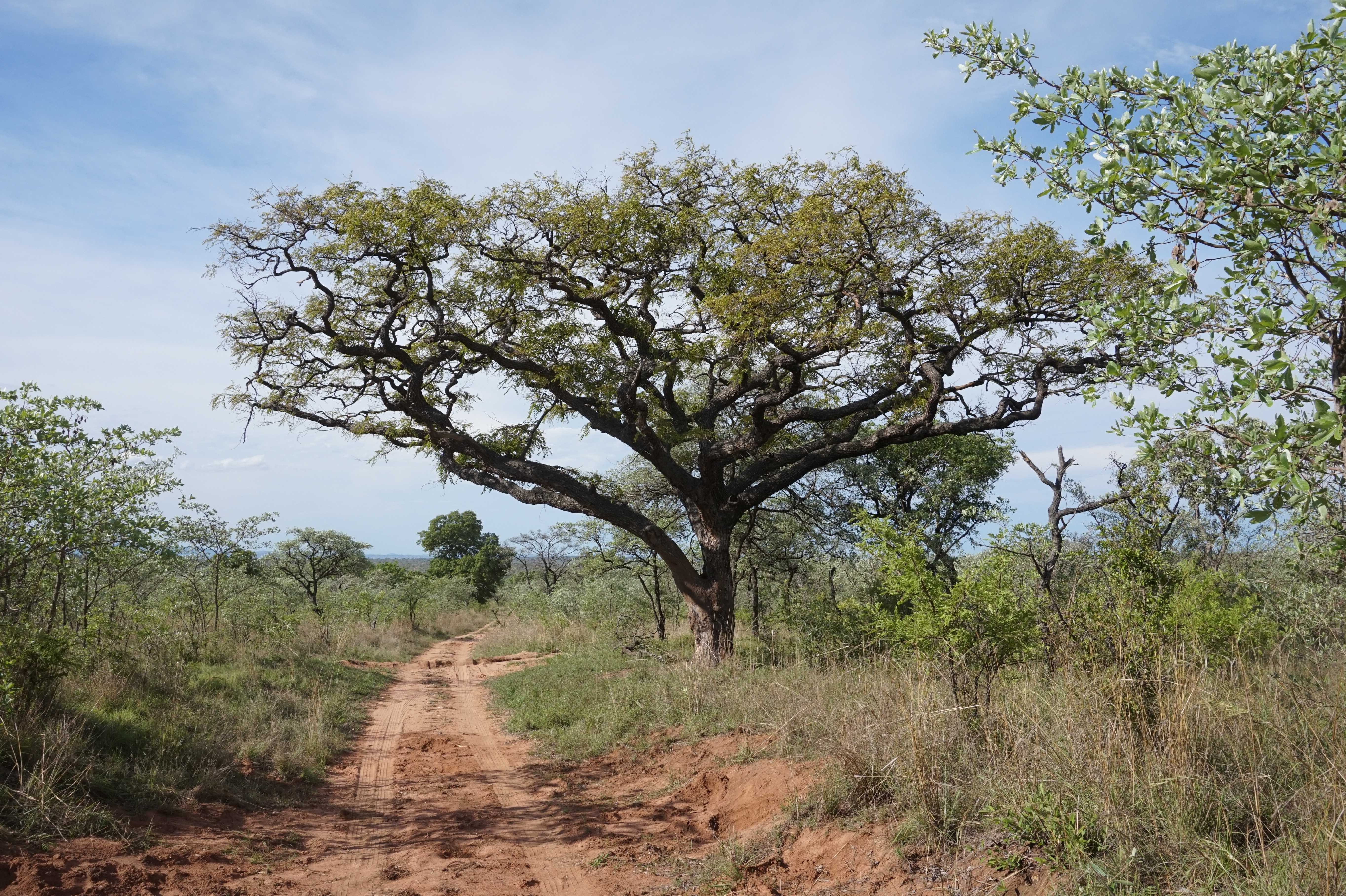
Trockensavanne in Südafrika

Die im Folgenden genannten Merkmale gelten erdumspannend (geozonal) für Regionen bis zu rund 2000 m Meereshöhe. Höher gelegene Gebiete weisen häufig ein abweichendes (extrazonales) Gebirgsklima auf.
Die Klimate der tropischen Trockenwälder und Trockensavannen (die ökologisch zusammen mit den Dornsavannenklimaten und Wüsten zu den trockenen Tropen gezählt werden) erhalten eine sehr hohe Globalstrahlung, die wie bei den Feuchtsavannenklimaten während der Vegetationszeit etwas geringer ist. Die sehr hohen Jahresmitteltemperaturen zwischen 22 und 28 °C entsprechen ebenfalls denen der Feuchtsavannenklimate. Die Jahresniederschläge sind hingegen mit 500 bis 1200 mm (höchstens 1500 mm) nur noch mäßig bis mäßig hoch.
Die Niederschläge sind 4,5 bis 8 Monate in der Jahresmitte hoch bis sehr hoch, in der übrigen Zeit meist sehr gering (bis extrem gering). Auch hier gilt eine hohe Übereinstimmung über alle Kontinente der Tropen. Aufgrund der hohen Gesamtverdunstung ist das Klima mit unter 7 feuchten Monaten beziehungsweise 5 bis 7 ariden Monaten semiarid oder semihumid.
Die genannten Bedingungen von Licht, Wärme und Feuchtigkeit führen zu einer kurzen jährlichen Wachstumsperiode von um 180 Tagen. Die potenzielle natürliche Vegetation besteht aus laubwerfenden regengrünen Trockenwäldern, die jedoch in vielen Regionen aufgrund regelmäßiger (natürlicher oder anthropogen verursachter) Waldbrände und/oder Verbiss durch große Herden von Pflanzenfressern (etwa in Afrika) sehr großflächig zu Trockensavannen degradiert sind. Sie bestehen aus einer geschlossenen Pflanzendecke aus hohen Gräsern (meist nicht über 80 cm) mit weitständigen Bäumen oder Baumgruppen aus Arten, die verschiedene Strategien gegen die Trockenheit entwickelt haben.
Die Gesamtcharakteristik der Trockensavannenklimate kann mit „ganzjährig warm, kürzere Regen- als Trockenzeit mit kurzen Übergängen; sehr niedrige regengrüne Wälder oder trockene Kurzgrassavannen“ zusammengefasst werden.
Folgende Klimatypen effektiver Klassifikationsmodelle decken dieses Makroklima ab:
- bei Troll & Paffen: V 3 (Wechselfeuchte Tropenklimate)
- bei Köppen & Geiger: Aw/As (tropisches Savannenklima)
- bei Trewartha: BS (Steppe or Semiarid → einschließlich Dornsavannen u. gemäßigter Steppen)

##### Randtropen
Die etwa 1000 Kilometer zwischen den baumgeprägten äußeren Tropen und den nahezu baumfreien Wüsten der Subtropen werden als Randtropen bezeichnet. Die teilweise bereits bis in die Subtropen reichenden Dornsavannenklimate weisen noch ein wechselfeuchtes Klima mit einer kurzen sommerlichen Regenzeit auf, während die polwärts anschließenden heißen Wüstenklimate ganzjährig arid sind. Obwohl sie zum Teil weit in die Tropen hineinragen, werden letztere klimatisch eher den Subtropen zugerechnet (und dort beschrieben).

###### Dornsavannenklimate

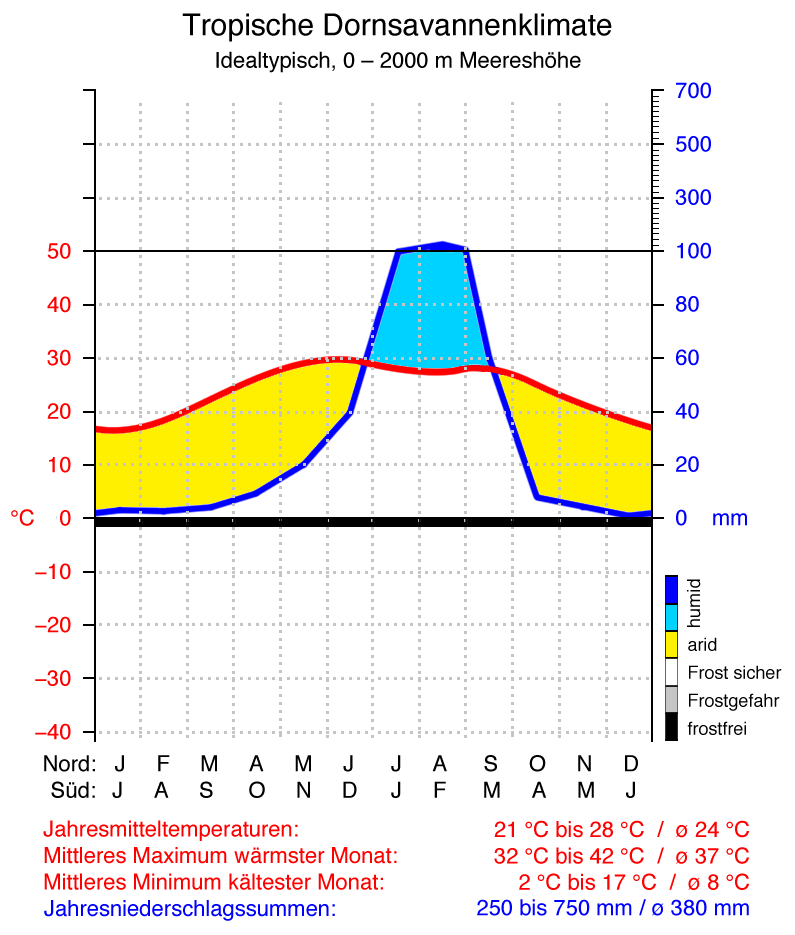

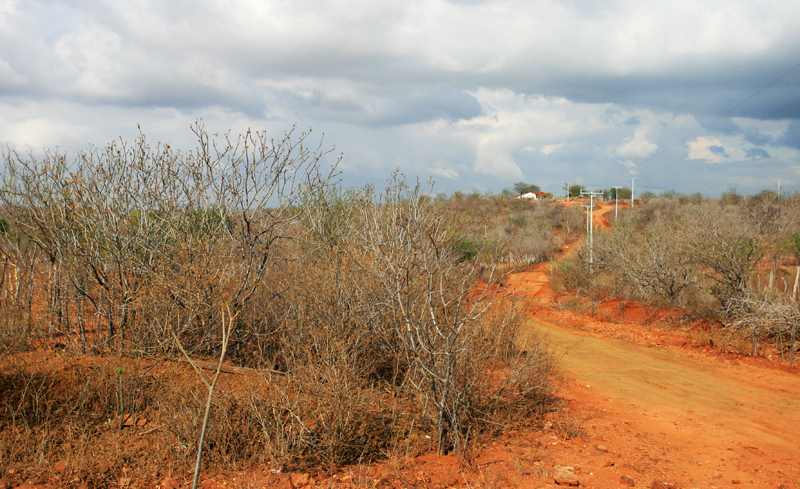
Caatinga-Dornsavanne in Brasilien

Die im Folgenden genannten Merkmale gelten erdumspannend (geozonal) für Regionen bis zu rund 2000 m Meereshöhe. Höher gelegene Gebiete weisen häufig ein abweichendes (extrazonales) Gebirgsklima auf.
Die Klimate der tropisch-subtropischen Dornsavannen erhalten eine sehr hohe Globalstrahlung, die jedoch während der Vegetationszeit nur gering ist. Sie sind geprägt durch hohe Jahresmitteltemperaturen, die in der Regel zwischen 21 und 28 °C liegen. Die geringen Jahresniederschläge bewegen sich zwischen 250 und 500 (maximal 750) mm.
Die Niederschläge sind 2 bis 5 Monate in der Jahresmitte mäßig bis sehr hoch, in der übrigen Zeit allerdings meist sehr gering (bis extrem gering). Wie für alle wechselfeuchten Tropenklimate haben auch die Dornsavannenklimate weltweit sehr ähnliche Klimaverläufe. Aufgrund der sehr hohen Gesamtverdunstung ist das Klima mit unter 7 feuchten Monaten beziehungsweise 8 bis 10 ariden Monaten voll- oder semiarid.
Die genannten Bedingungen von Licht, Wärme und Feuchtigkeit führen zu einer kurzen jährlichen Wachstumsperiode von um 180 Tagen. Die potenzielle natürliche Vegetation weist bereits die für Trockenräume typischen Lücken auf und besteht aus Dornsträuchern oder wasserspeichernden Sukkulenten in niedrig grasbewachsenem Offenland oder weitständigem Dornwald (wobei die „Waldpflanzen“ hier nur in Ausnahmen Bäume sind).
Die Gesamtcharakteristik der Dornstrauchklimate kann mit „ganzjährig warm, sehr kurze Regenzeit mit kurzen Übergängen zur langen Trockenzeit; lückige Dornstrauchsavannen“ zusammengefasst werden.
Folgende Klimatypen effektiver Klassifikationsmodelle decken dieses Makroklima ab:
- bei Troll & Paffen: V 4 (Tropische Trockenklimate)
- bei Köppen & Geiger: zum Teil BSh (heißes Steppenklima)
- bei Trewartha: BS (Steppe or Semiarid → einschließlich Trockensavannen u. gemäßigter Steppen)

### Kalttropen

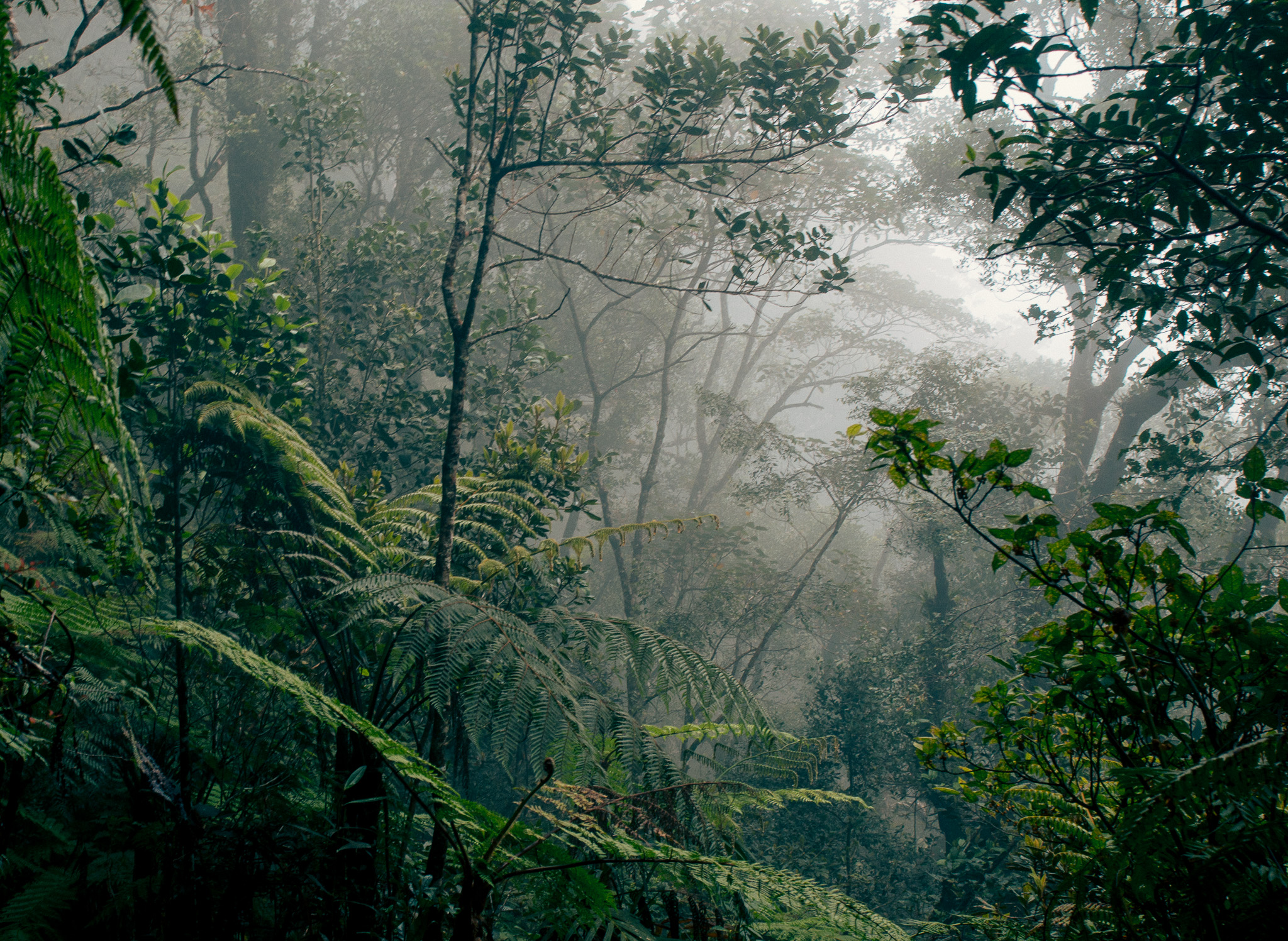
Montaner Nebelwald am Kinabalu auf Borneo

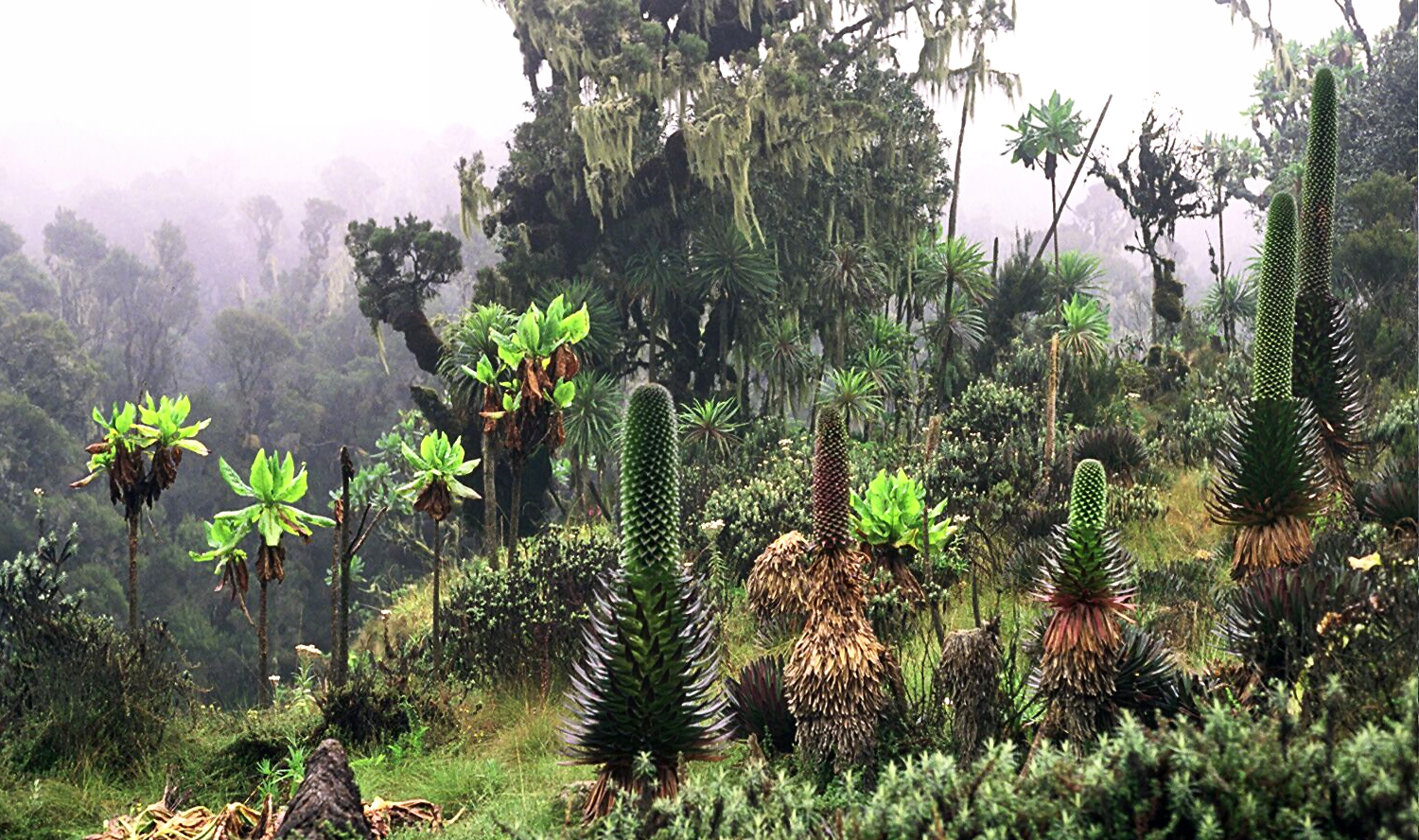
Subalpine Vegetation auf dem Ruwenzori-Gebirge in Uganda

Als Kalttropen werden die Hochgebirgsklimate der Tropen bezeichnet, deren ökologische Verhältnisse nicht mit Gebirgen anderer Klimazonen vergleichbar sind.
Wie bei allen Klimazonen werden die (extrazonalen) Gebirgsklimate in der Regel separat betrachtet, da sich die geozonale Abfolge nur auf die Tieflandklimate bezieht. Während die klimatischen Höhenstufen der Hochgebirge (in den Polregionen und Mittelbreiten gänzlich sowie in den Subtropen weitgehend) vergleichbare Vegetationstypen Richtung Gipfelregion wie im Tiefland Richtung Polarkreis aufweisen, werden sie namentlich nicht hervorgehoben. In den Tropen zeigen die Höhenstufen jedoch trotz ähnlicher Durchschnittstemperaturen bei den speziellen Klimabedingungen des solaren und thermischen Tageszeitenklimas eine vollkommen eigene Vegetation.
Im Gegensatz zu den Außertropen erhalten alle Hänge tropischer Gebirge – unabhängig von ihrer Ausrichtung – aufgrund der ganzjährig nahezu gleichen Sonnenbahn jeden Tag eine hohe Globalstrahlung, so dass die größten Temperaturunterschiede nicht zwischen Juli und Dezember, sondern zwischen Tag und Nacht auftreten. So schwanken etwa die Temperaturen in der alpinen Höhenstufe der äquatorialen Anden  ganzjährig zwischen rund 8 °C am Tag und −3 °C in der Nacht. Mit durchschnittlich 1000 bis 2000 mm Jahresniederschlag und rund 75 % relativer Luftfeuchtigkeit sowie häufigem Nebel handelt es sich um ein humides Feuchtklima.
Erst in der nivalen Höhenstufe – die hier erst über 4000 Meter beginnt –, reicht die tägliche Erwärmung nicht aus, um die Temperaturen über 0 °C anzuheben. Während sich die Höhe der Frost- und Schneegrenze in den Gebirgen mit Jahreszeitenklima im Winter in tiefere und im Sommer in höhere Lagen verschiebt – und damit einen erheblichen Einfluss auf die Vegetation hat –, sind die Grenzen in tropischen Hochländern immer gleich und relativ scharf gezogen.
Spezielle Vegetationstypen der Kalttropen sind insbesondere die montanen immerfeuchten Nebelwälder, die in mindestens 1500 m Höhe beginnen und meistens bis auf über 3000 m reichen und die darüber beginnende einzigartige Páramovegetation bis auf über 5000 m Meereshöhe, die durch Horstgräser sowie Schopfrosetten hervorsticht.

## Naturraum
Nach ökologischen Kriterien gliedern sich die Tropen in die Ökozonen der sommer- und immerfeuchten Tropen sowie der übergreifenden Tropisch / subtropischen Trockengebiete.

### Feuchte und trockene Tropen
Aufgrund eines deutlichen Unterschiedes bei den Böden und Artenspektren existiert in der Ökologie eine weitere Unterteilung der Tropen in Feuchte Tropen – für die Klimate der tropischen Regenwälder zusammen mit den Feuchtsavannenklimaten – und Trockene Tropen – für die Trockensavannen-, Dornsavannen- und heißen Wüstenklimate. Klimatisch liegt die Grenze zwischen feuchten und trockenen Tropen etwa bei 1200 mm Jahresniederschlag.

### Ausdehnung und Ausmaße
Auf die solare Abgrenzung bezogen beträgt der Abstand zwischen den beiden Wendekreisen 5200 km. Über den Landgebieten – insbesondere auf der Nordhalbkugel – liegt die thermische Grenze meistens jenseits der Wendekreise, sodass die maximale Breite bis zu 6300 km beträgt. Die größte Abweichung nach Norden liegt im Stau des westlichen Himalaya: Hier reichen die Tropen bis zum 31. Breitengrad, sodass die Subtropen über 800 km weiter nördlich beginnen. Der Umfang der Erde beträgt in der Mitte der Zone – am Äquator – rund 40.000 km. Die größten Verschiebungen Richtung Südpol liegen mit jeweils rund 300 km an den Ostseiten der Kontinente. Auf der Südhalbkugel finden sich auch zwei erhebliche Abweichungen gen Äquator: Die größte von über 1400 km wird durch den kalten Humboldtstrom verursacht. Eine weitere Nordabweichung liegt mit über 800 km an der Küste Südwest-Afrikas.
Die Tropen bedecken in diesem Sinne (als größte Klimazone) über 200 Mio. km²: das sind etwa 40 % der Erdoberfläche. Berücksichtigt man die thermischen Verschiebungen, sind es mit 41 % etwas mehr.
Gut 25 % der Tropen sind Landmassen. 36 % der irdischen Landoberfläche liegen in dieser Zone, wovon ca. 17 % auf die nördliche und 19 % auf die südlichen Tropen entfallen.
Fast 100 Länder liegen in den Tropen, davon über 60 nördlich und rund 30 südlich des Äquators. Sie erstrecken sich von der Südhälfte Mexikos über Mittelamerika und die Karibik über fast alle Länder Südamerikas (außer Chile, Argentinien und Uruguay); über fast alle Staaten Afrikas einschließlich Madagaskars (bis auf die Nordhälfte der afrikanischen Mittelmeerstaaten und Südafrika mit Lesotho und Eswatini); über die Südhälfte der arabischen Halbinsel entlang der südlichen Landesteile Irans und Pakistans über fast ganz Südasien bzw. den indischen Subkontinent südlich der hochasiatischen Gebirge und ganz Südostasien einschließlich der Grenzregionen Chinas und der Insel Taiwan; bis zu den Staaten der ozeanischen Inselwelt und der Nordhälfte Australiens.

### Ökologie

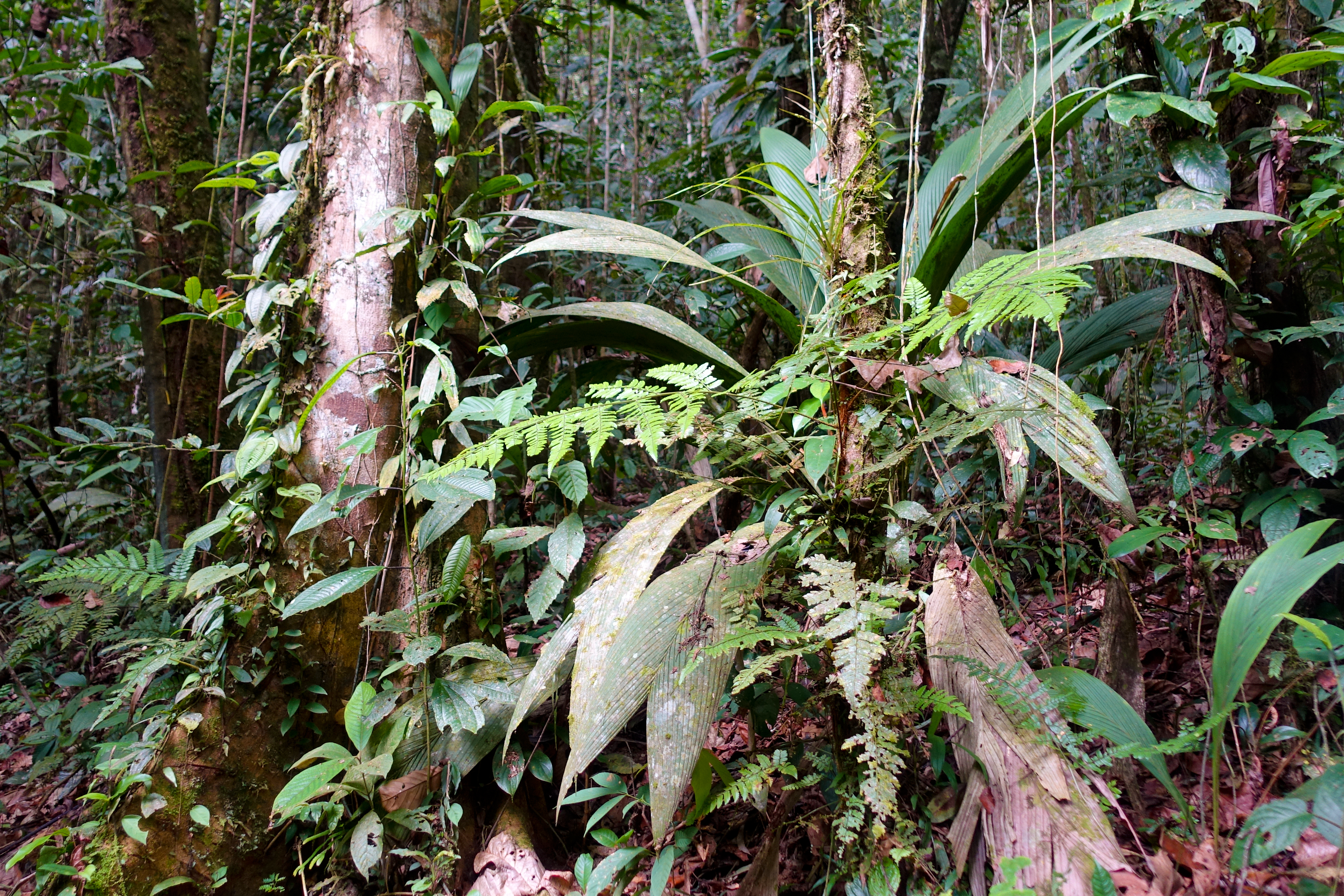
Die mit Abstand höchste Artenvielfalt auf engstem Raum herrscht vor allem in den tropischen Regenwäldern

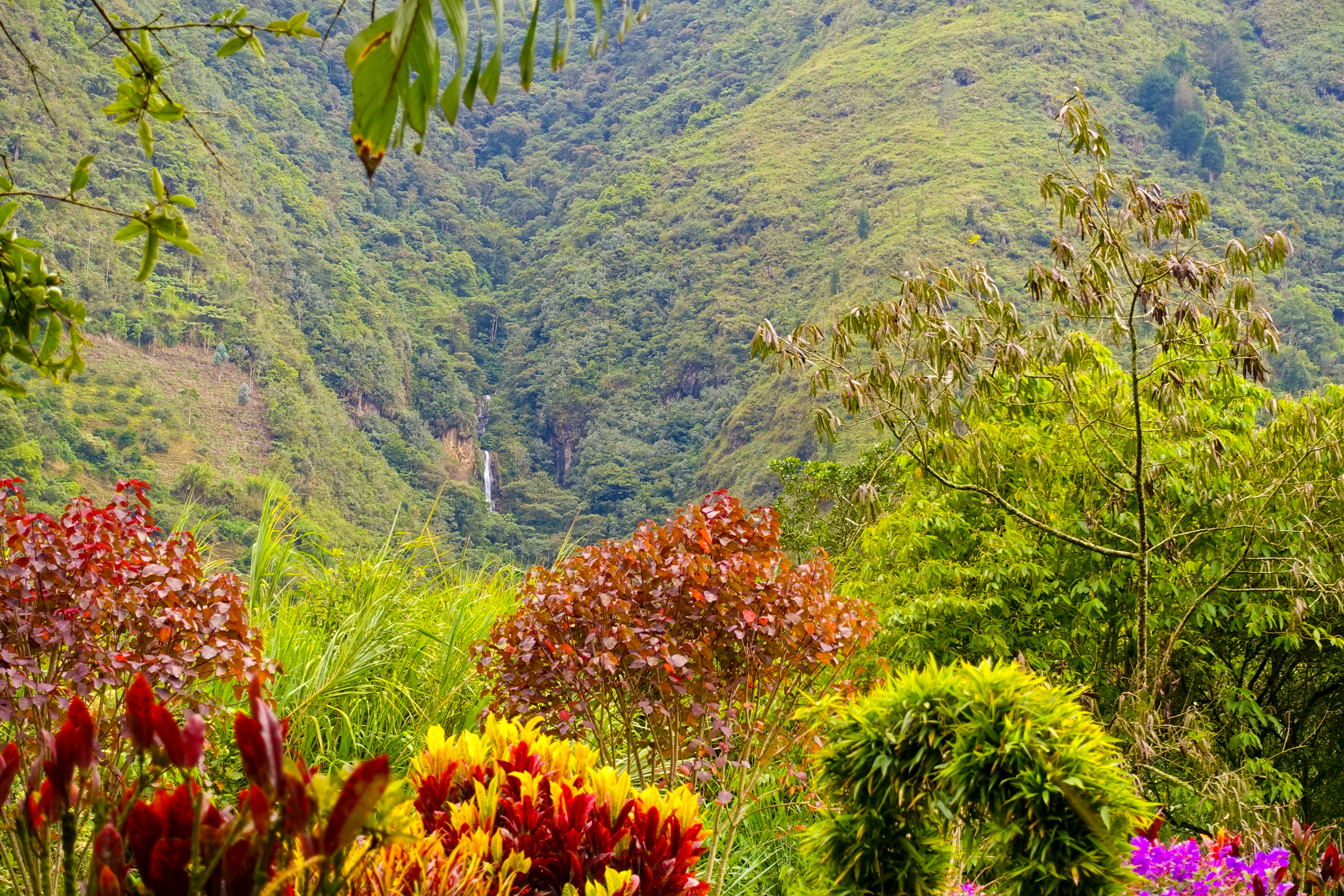
Tropischer Park vor üppigen Andenhängen in Ecuador

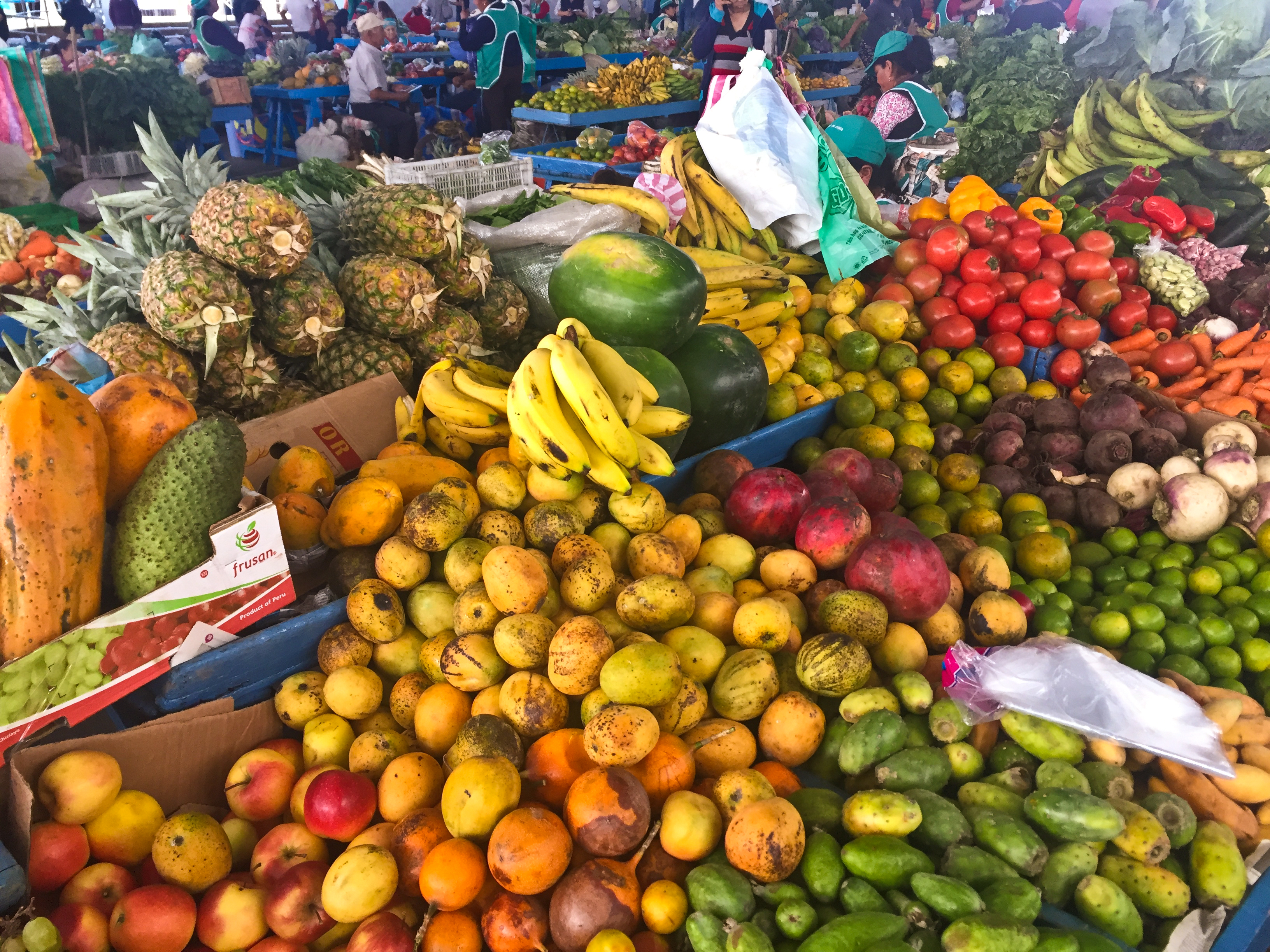
Tropische Früchte auf einem Markt

### Biologische Vielfalt
Außer bei den Bienen ist der Artenreichtum aller im Folgenden genannten Artengruppen in den Tropen insgesamt wesentlich höher als in allen anderen Klimazonen; so leben etwa zwei Drittel aller Tierarten in tropischen Wäldern. Betrachtet man die tropische Klimazone für sich, ist das Bild sehr differenziert:
Wie auch in den Subtropen reicht die Biodiversität von „sehr niedrig“ bis „sehr hoch“ und ist stark von der Aridität abhängig: Außer in den Halbwüsten Australiens ist die Artenvielfalt in den tropischen Trockengebieten bei den Gefäßpflanzenarten „sehr gering“ bis „gering“. In den humiden Gebieten meist „mittel“ bis „hoch“. Die tropischen Regenwälder erreichen hier die höchsten Werte, die noch höher sind als die der meisten subtropischen Waldgebieten und die in den fünf Megadiversitätszentren der Erde (alle sind Bergwälder tropischer Hochgebirge) Zahlen von bis zu über 12.500 Pflanzenarten pro 10.000 km² erreichen.
Auch bei den Bäumen ist in den Tropen der Einfluss der Niederschläge deutlich zu erkennen: Während die tropischen Wüsten Afrikas mit 1328 Arten pro Biom und Australiens mit 823 Arten „geringe“ bis „sehr geringe“ Artenzahlen aufweisen, kommen die tropischen Regenwälder Afrikas auf „hohe“ (9044 Arten), Asiens auf bis zu „sehr hohe“ (14.595 Arten) und Südamerikas auf die höchsten Zahlen (23.197 Arten).
Mehr als 60 % aller beschriebenen Tierarten sind Insekten und zusammen mit den anderen Gliederfüßern (Krebstiere, Spinnentiere, Skorpione u. a.) kommt der Großteil aller Arten – einschließlich der mit Abstand größte Teil aller noch nicht beschriebener Arten – in den (feuchten) Tropen vor.
Die gesamte Wirbeltierfauna der Tropen ist abgesehen von den extremen Trockengebieten (mit „geringen“ bis „sehr geringen“ Artenzahlen) in den feuchten Tropen „sehr hoch“.
Dieses Verteilungsmuster trifft – mit Ausnahme von Australien – in den besonders trockenen und besonders feuchten Räumen ebenso auf die Säugetiere, Vögel und Reptilien zu. In Australien sind die Reptilien mit „sehr hohen“ Artenzahlen auch in den Wüsten und Halbwüsten vertreten.
Auch die Amphibienarten spiegeln die Niederschlagshäufigkeit wieder, doch sie sind mit „hohen“ und „sehr hohen“ Zahlen nur im Amazonasbecken vertreten, während die anderen Regenwaldgebiete der Erde uneinheitliche Werte von „sehr gering“ bis „mittel“ aufweisen. Ein recht ähnliches Verteilungsmuster der Artenvielfalt weisen die Fledermäuse auf. Der Verbreitungsschwerpunkt der Primaten liegt mit rund 16 Arten pro Vergleichsfläche in den afrikanischen Regenwäldern, im westlichen Amazonasgebiet sind es um die 12 Arten und in Südostasien 8.
Schließlich ist die Zahl Bienenarten erwähnenswert, die in allen eher flachen tropischen Gebieten nur mit „sehr geringen“ Artenzahlen vertreten sind. Nur in Gebirgen kommen sie auf ähnlich hohe Werte wie in den Außertropen.

### Fauna und Flora
Es gibt eine sehr große Zahl von Artengruppen (Taxone), die im Wesentlichen nur in den Tropen beheimatet sind. Zu den bekanntesten Tiergruppen, die rund um den Äquator zu finden sind, gehören die Affen und Halbaffen (Primaten) und die Krokodile. Auch viele Vogeltaxone – wie beispielsweise die Nageschnäbler – sind ausschließlich tropisch verbreitet. Papageien und Laufvögel haben ihren Verbreitungsschwerpunkt in tropischen Gebieten. Das trifft auch auf die Katzen sowie die bereits erwähnten Amphibien- und Fledermausarten zu. Für die tropischen Regenwälder ist kennzeichnend, dass die Artenvielfalt und die Zahl verschiedener Lebensräume bzw. ökologischer Nischen mit einem ganzjährig gleichbleibenden Nahrungsangebot durch den „dreidimensionalen“ Strukturreichtum der Wälder enorm hoch, die Individuenzahl der Tiere jedoch gering ist.
Unzählige bekannte Pflanzenarten (etwa Lebensmittel) stammen aus den Tropen oder sind nur dort überlebensfähig: Zum Beispiel die Kokospalme, Bananen, sehr viele Gewürzepflanzen und Südfrüchte, Kaffee, Kakao und Kautschuk sowie alle Vanillearten.

### Böden

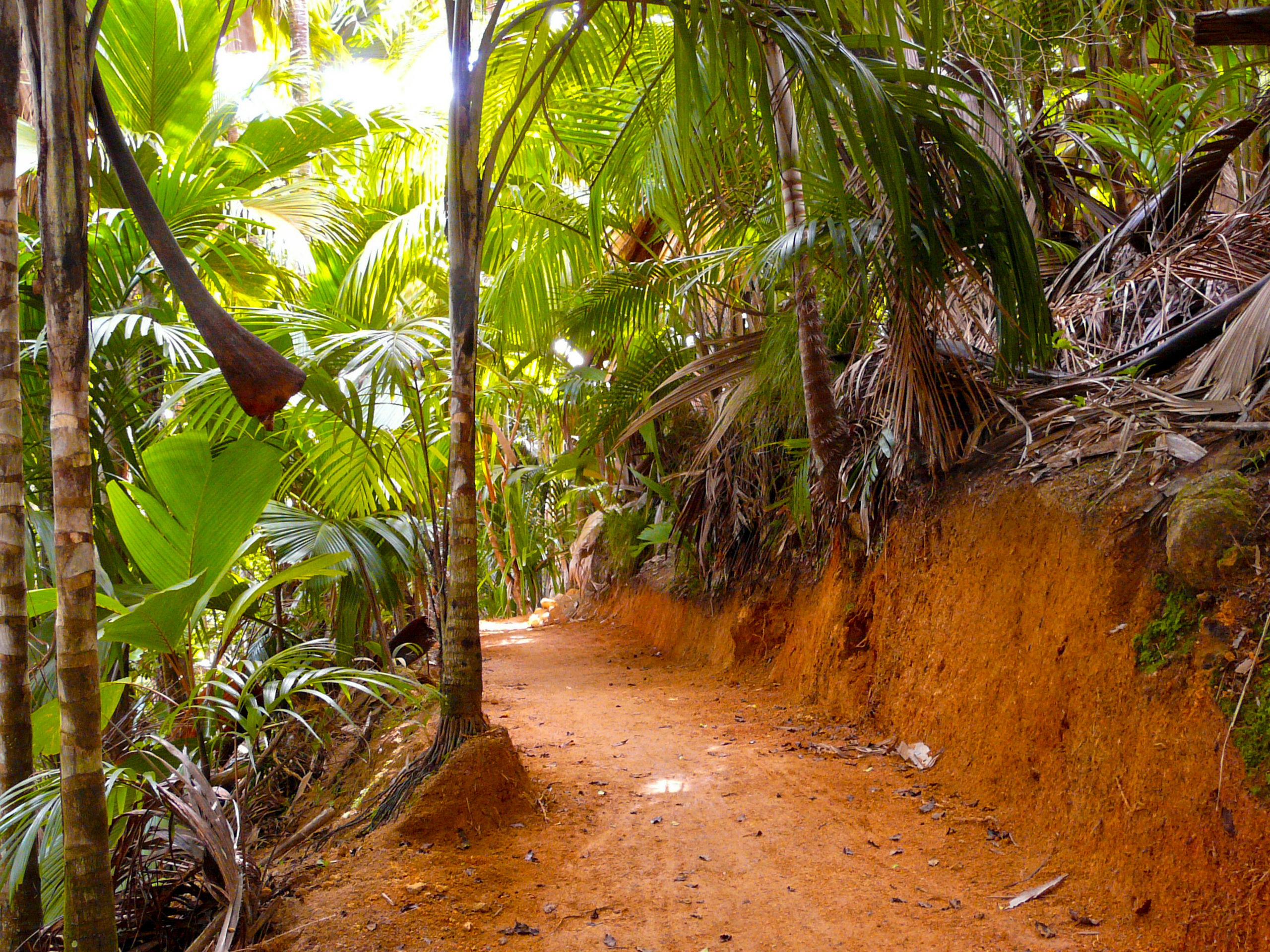
Typisch rostroter Ferralsol-Boden der Tropen (Praslin, Seychellen)

Die meisten Böden der Tropen kommen auch in den Subtropen vor (Feuchtwälder = „Acrisol-Zone“, Halbwüsten = „Xerosol-Zone“, Wüsten = „Yermosol-Zone“). Typisch sind lediglich die Böden der Savannen und Trockenwälder, die die „Acrisol-Lixisol-Nitisol-Bodenzone“ bilden; sowie der Tropischen Regenwälder (Südamerikas und Afrikas), die die „Ferralsol-Zone“ ausmachen.

### Besiedlung und Nutzung

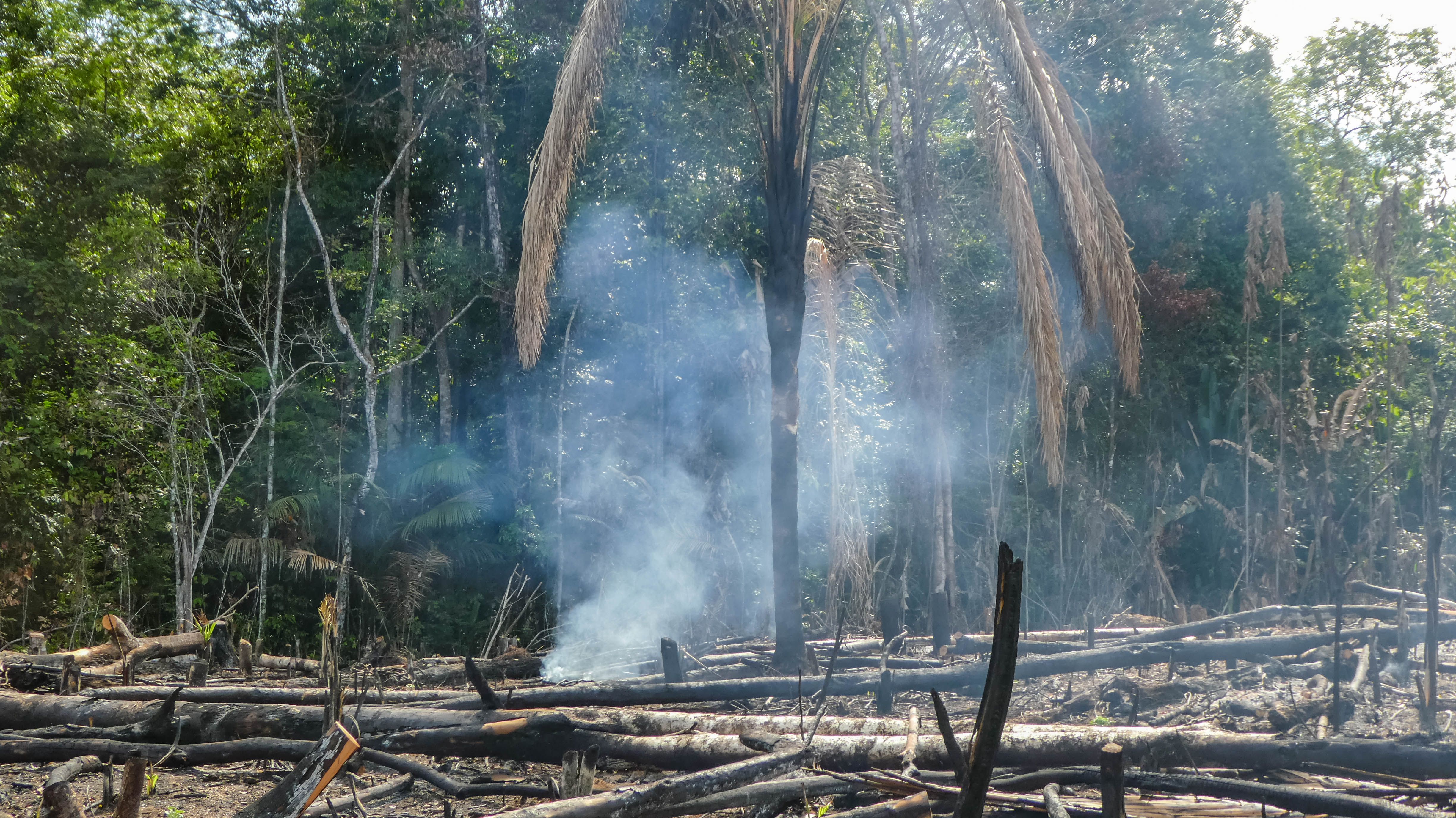
Brandrodung in Surinam

Im Übergangsraum zu den Subtropen entstanden in den Tropen einige der historischen Hochkulturen. Die im Laufe der Neuzeit entstandenen Kolonialreiche hatten vor allem in den Tropen häufig sehr langen Bestand, sodass der europäische Einfluss auf die einheimischen Kulturen (einschließlich der Ausbeutung von Menschen – etwa als Sklaven – und Ressourcen – vor allem Gold, Silber, Baumwolle, Jute, Holz) hier besonders groß war.
Insbesondere die Regenwälder sind Rückzugsräume für die letzten isoliert lebenden „Naturvölker“ der Erde. Auch insgesamt ist die Vielfalt der unterschiedlichen indigenen Völker, Ethnien und Sprachen nirgends größer als in den Tropen.
Knapp die Hälfte der Tropen ist noch in einem naturnahen Zustand. Dabei handelt es sich vor allem um tropische Regenwälder. Zersiedelung und Übernutzung sind jedoch – bei regional wesentlich höherer Bevölkerungsdichte – viel stärker ausgeprägt als in den Wildnisregionen der hohen Breiten. Die anthropogene Überprägung der Naturlandschaften resultiert auf großen Flächen aus dem Jahrhunderte bis Jahrtausende langen Einfluss traditioneller Landwirtschaftsformen (siehe beispielsweise Terra preta, Amazonien). Industrialisierung spielt hier noch eine untergeordnete Rolle oder ist regional auf wenige Regionen begrenzt (z. B. Copperbelt und Kohlerevier Tete in Afrika, Camaçari in Südamerika, Multimedia Super Corridor in Südostasien).
Die Landnutzung in den Tropen ist nach der jeweils vorherrschenden Vegetation sehr unterschiedlich. Traditionell spielen Formen des Gartenbaus, Wanderfeldbaus und der Landwechselwirtschaft in den feuchten Tropen, sowie Agropastoralismus, Nomadismus und mobile Tierhaltung in den trockenen Tropen eine wichtige Rolle – verbreitet noch in völliger oder ergänzender Subsistenzwirtschaft. Da in den tropischen Gebieten das größte Bevölkerungswachstum der Erde beobachtet wird, diese Gebiete gleichzeitig jedoch in verschiedener Hinsicht hoch schutzwürdig sind, spielt sie eine wichtige Rolle und umfasst heute etliche Problemkreise.
Eine Auswahl besonders drängender Entwicklungen:
- Entwaldung der Regen- und Trockenwälder und Umbau in artenarme Agrarlandschaften mit erheblicher Verringerung der Biodiversität; irreversibler Artenverlust in immensem Ausmaß
- Mit der Regenwaldzerstörung einhergehende Klimaveränderungen (Zunehmende Trockenheit, Verlust von Kohlenstoffsenken)
- Übernutzung und Bodendegradation durch zu große Viehherden, zu kurze Brachezeiten, zu häufige Brandrodung, zu dichte Besiedlung
- Hunger, Verarmung, zunehmende Unselbstständigkeit und Migrationsbewegungen großer Bevölkerungsteile durch unangepasste Wirtschaftsweisen, Klimafolgen, Ausbeutung, Anbau von Cash Crops (wie Kaffee und Kakao statt Lebensmittel)

### Die Tropen als Topos

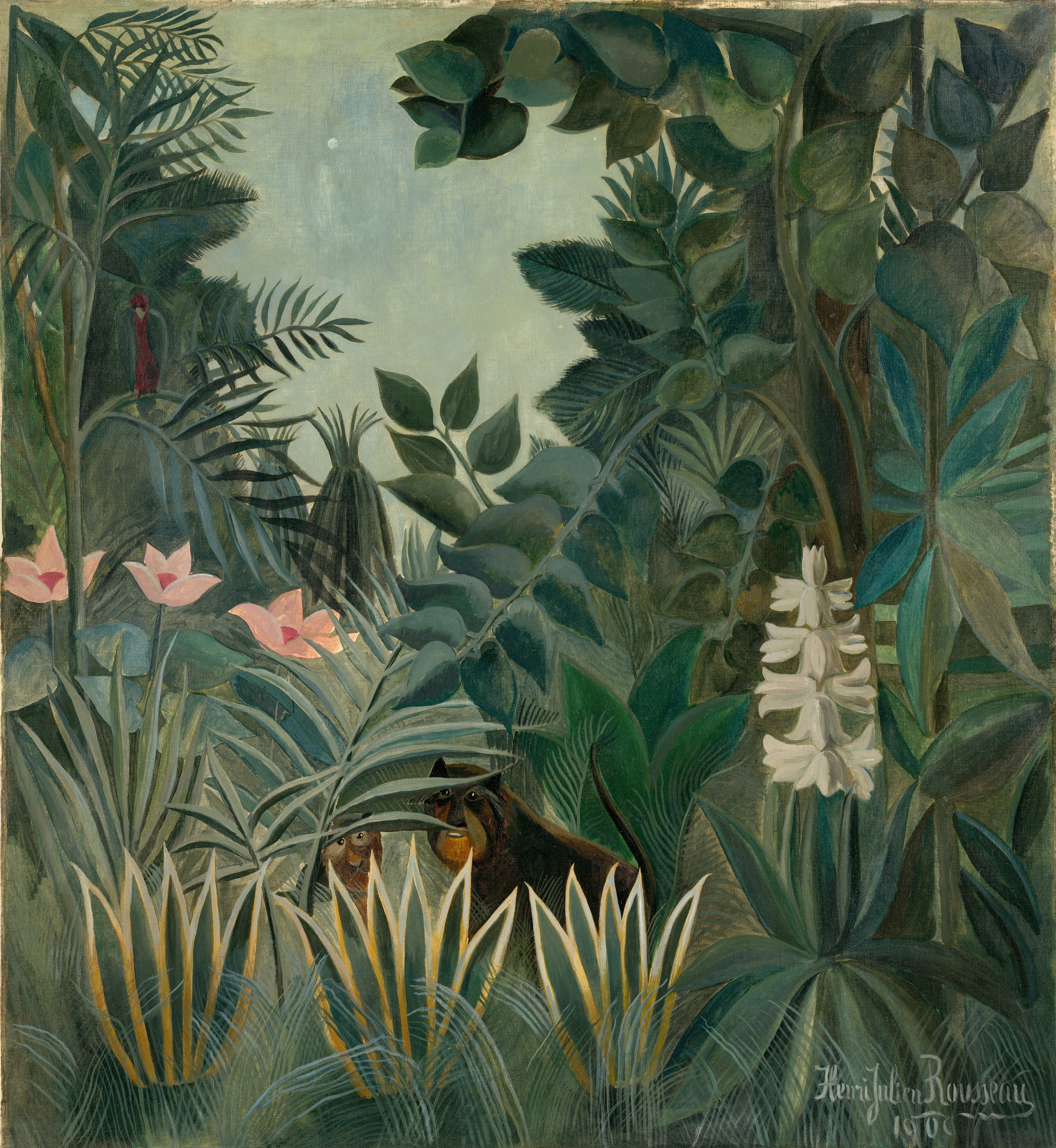
Henri Rousseau: Der Äquator-Dschungel, 1909

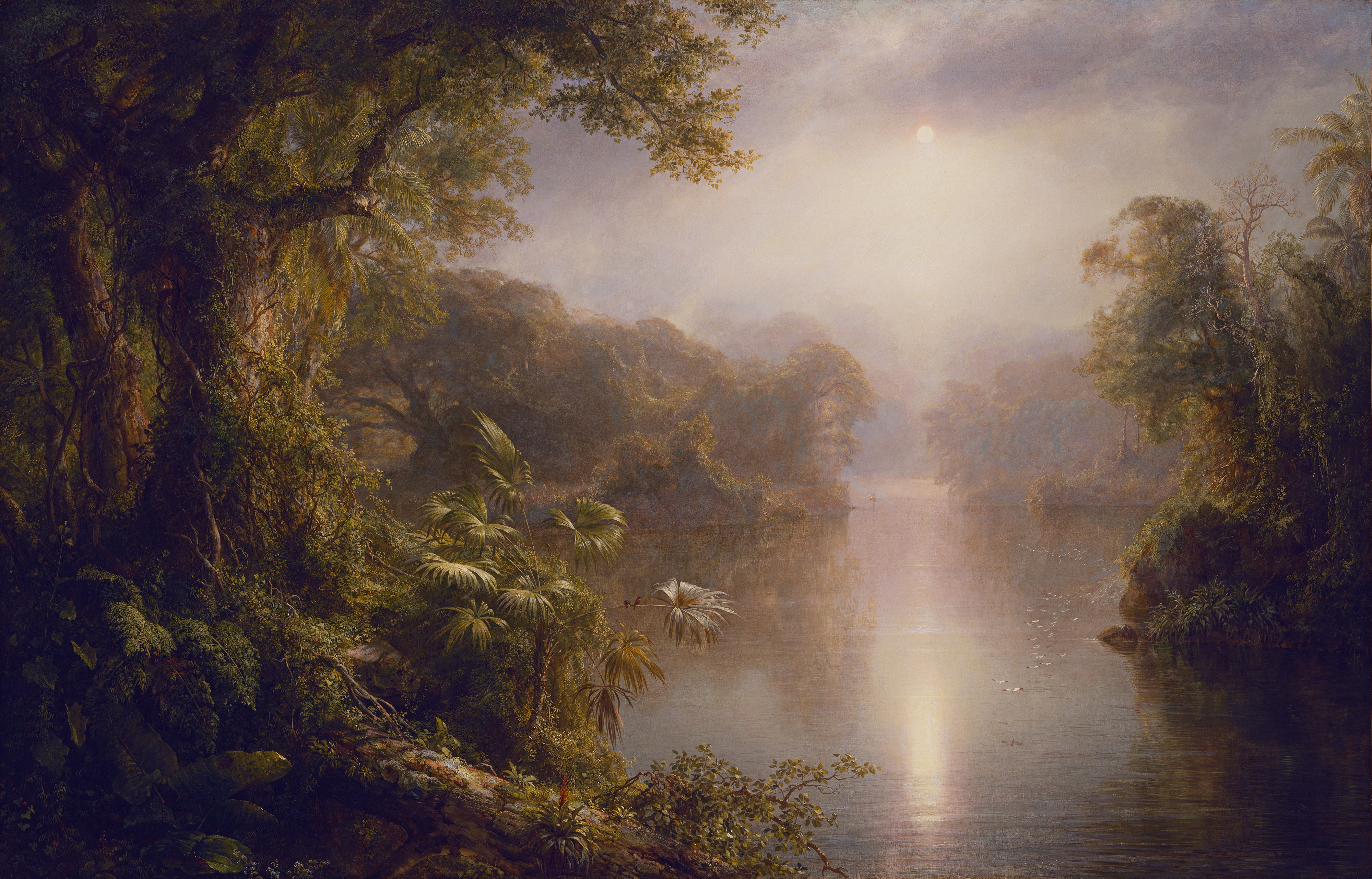
Frederic Edwin Church: Morning in the Tropics, 1877

Die Tropen sind mehr als eine klimatische Kategorie, sie sind auch eine kulturelle Bestimmung. Moderne Künstler befassen sich schon seit mehr als 100 Jahren mit der Interpretation der Tropen. Die Kokospalme gilt als Symbol.

## Unterteilungen zur Artenvielfalt
1. ↑  Artenvielfalt Gefäßpflanzen
auf 100 × 100 km
< 200 = sehr gering
200–1000 = gering
1000–2000 = mittel
2000–4000 = hoch
4000–>5000 = sehr hoch
2. ↑  Artenvielfalt Bäume
je Biom
<1000 = sehr gering
1000–3000 = gering
3000–8000 = mittel
8000–14.000 = hoch
>14.000 = sehr hoch
3. ↑  Artenvielfalt Wirbeltiere
auf 50 × 50 km
1–101 = sehr gering
102–192 = gering
193–258 = mittel
259–460 = hoch
461–1286 = sehr hoch
4. ↑  Artenvielfalt Säugetiere
auf jeweils 50.000 km²
1–42 = sehr gering
43–84 = gering
85–126 = mittel
127–168 = hoch
169–210 = sehr hoch
5. ↑  Artenvielfalt Vögel
auf 10 × 10 km
1–135 = sehr gering
136–271 = gering
272–406 = mittel
407–542 = hoch
542–678 = sehr hoch
6. ↑  Artenvielfalt Reptilien
auf 10 km²
1–44 = sehr gering
45–88 = gering
89–132 = mittel
133–176 = hoch
177–221 = sehr hoch
7. ↑  Artenvielfalt Amphibien
auf 50 × 50 km
1–27 = sehr gering
28–54 = gering
55–81 = mittel
82–108 = hoch
109–136 = sehr hoch